# GeForce
GeForce es una marca de tarjetas gráficas diseñadas por Nvidia desde 1999. Los primeros modelos fueron tarjetas de expansión para computadores de escritorio destinados a ejecutar gráficos para videojuegos, aunque más tarde sacaron modelos para computadores portátiles. Su principal competidor desde 2003 son las tarjetas gráficas Radeon diseñadas por ATI, hasta que AMD compró la empresa en 2006.
En septiembre de 2020 lanzaron la serie 30, que varios fabricantes como ASUS, EVGA, GIGABYTE, MSI, Zotac venden como OEM. Esta generación destaca por tener núcleos dedicados a la ejecución de modelos de inteligencia artificial y trazado de rayos autodenominados «Tensor Cores» y «RT cores».

## Generaciones GeForce
| 1999 | GeForce 256         |
| 2000 | GeForce 2 series    |
| 2001 | GeForce 3 series    |
| 2002 | GeForce 4 series    |
| 2003 | GeForce FX series   |
| 2004 | GeForce 6 series    |
| 2005 | GeForce 7 series    |
| 2006 | GeForce 8 series    |
| 2007 |                     |
| 2008 | GeForce 9 series    |
| 2008 | GeForce 200 series  |
| 2009 | GeForce 100 series  |
| 2009 | GeForce 300 series  |
| 2010 | GeForce 400 series  |
| 2010 | GeForce 500 series  |
| 2011 |                     |
| 2012 | GeForce 600 series  |
| 2013 | GeForce 700 series  |
| 2014 | GeForce 800M series |
| 2014 | GeForce 900 series  |
| 2015 |                     |
| 2016 | GeForce 10 series   |
| 2017 |                     |
| 2018 | GeForce 20 series   |
| 2019 | GeForce 16 series   |
| 2020 | GeForce 30 series   |
| 2021 |                     |
| 2022 | GeForce 40 series   |
| 2023 |                     |
| 2024 |                     |
| 2025 | GeForce 50 series   |

### GeForce 256
- GeForce 256 (32/64 MB SDR)
- GeForce 256 (32/64 MB DDR)

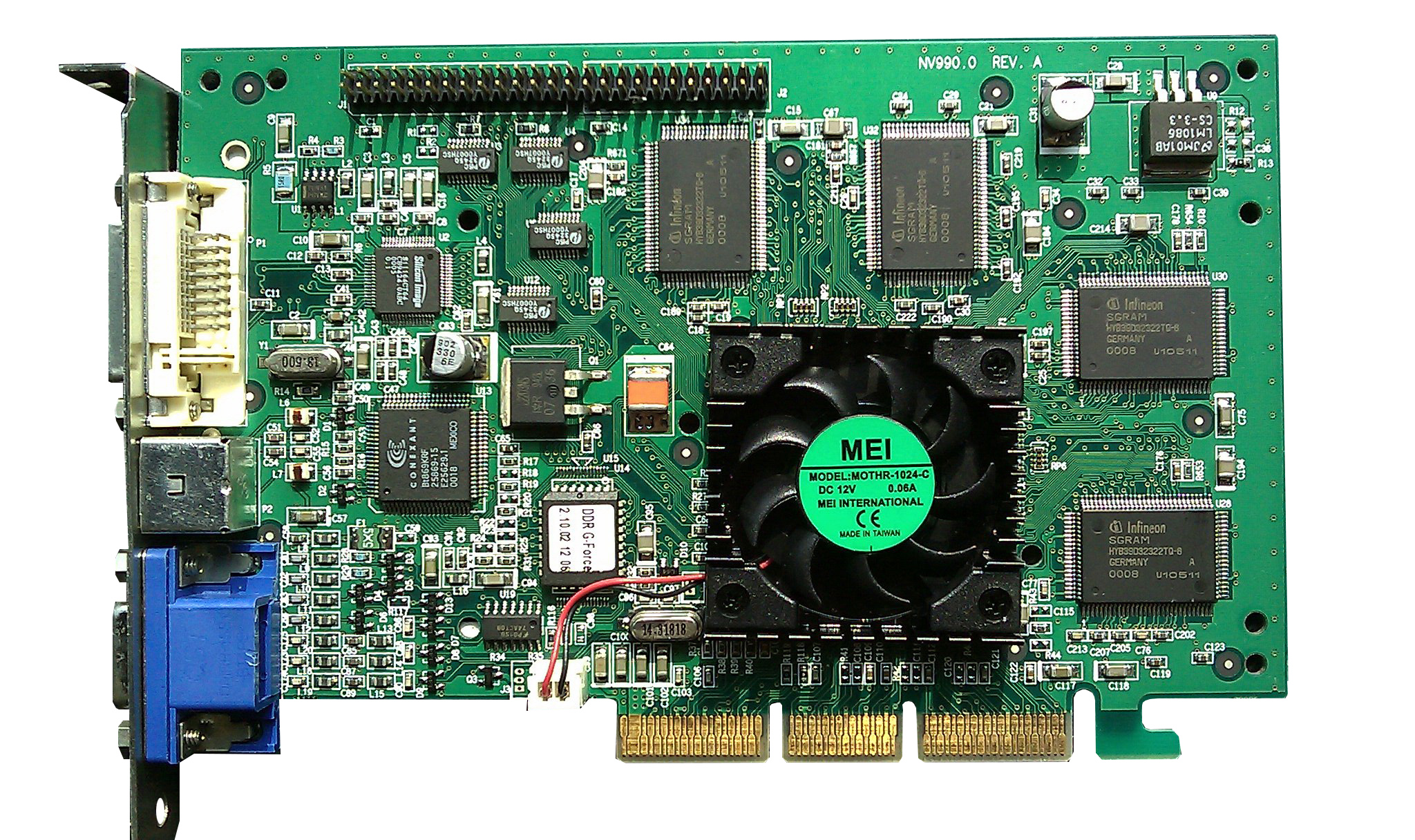
VisionTek GeForce 256.

La GeForce 256 tuvo un relativo éxito, eran consideradas tarjetas gráficas caras, pensadas para un usuario exigente o como tarjeta de desarrollo profesional barata. Su máximo competidor fue el primer procesador Radeon de ATI.
| Fecha de lanzamiento   | Octubre de 1999 |
| Versión DirectX        | 7.0             |
| Número de transistores | 23 millones     |

Características destacadas:
- Procesador de 256 bits
- Aparece el GPU
- Soporte hardware de Transform & Lighting
- Soporte de Cube Environment Mapping (cube mapping)
- Implementación de memoria DDR

### GeForce 2
- GeForce2 MX 100 (32 MB SDR)

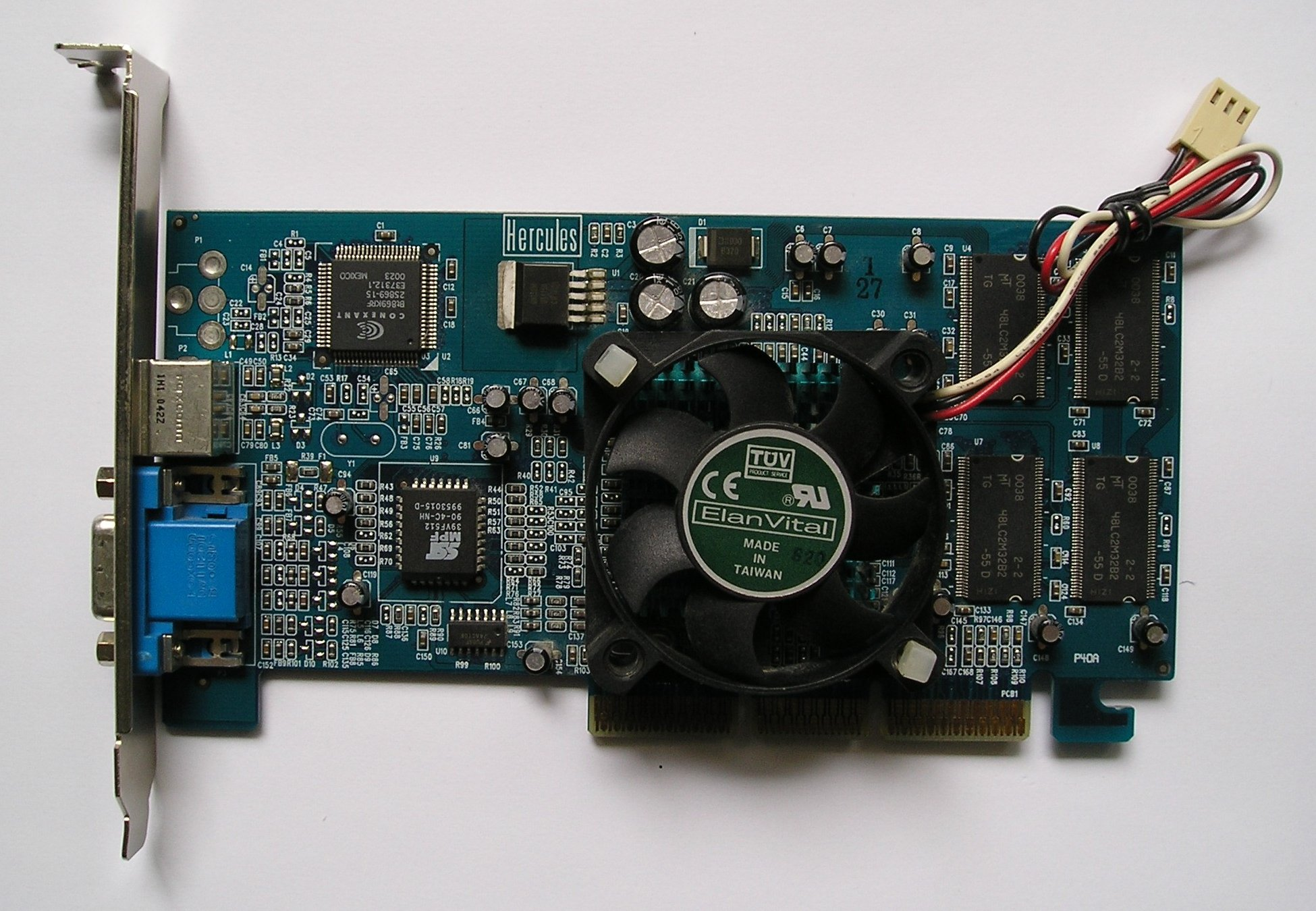
Tarjeta con el chip NVIDIA GeForce 2 MX 400.

- GeForce2 MX 200 (32/64 MB SDR/DDR)
- GeForce2 MX (32 MB SDR/DDR)
- GeForce2 MX 400 (32/64 MB SDR/DDR)
- GeForce2  GTS (32/64 MB DDR)
- GeForce2  PRO (32/64 MB DDR)
- GeForce2 Ti VX (64 MB DDR)
- GeForce2 Ti (64 MB DDR)
- GeForce2 Ultra (32/64 MB DDR)

La segunda generación del procesador NVIDIA vino marcada por un enorme éxito comercial y tecnológico. El GeForce 2 fue el procesador doméstico de gráficos más potente de su tiempo desbancando efectivamente a la competencia. La serie MX, de bajo coste, está entre las tarjetas gráficas más vendidas de la historia. Una versión prematura de GPU para ordenadores portátiles, el GeForce 2 Go, señaló la introducción de NVIDIA en este sector.
| Fecha de lanzamiento   | abril de 2000 |
| Versión DirectX        | 7.0           |
| Número de transistores | 60 millones   |

Características destacadas:
- Motores independientes de hardware Transform & Lighting de segunda generación
- Rasterizador shading integrado (Considerado una versión "antigua" de los shaders actuales)
- Procesador de vídeo de alta definición integrado (HDTV)
- Controlador de memoria DDR

### GeForce 3
- GeForce3  (64/128 MB DDR)
- GeForce3 Ti 200 (64/128 MB DDR)
- GeForce3 Ti 500 (64/128 MB DDR)

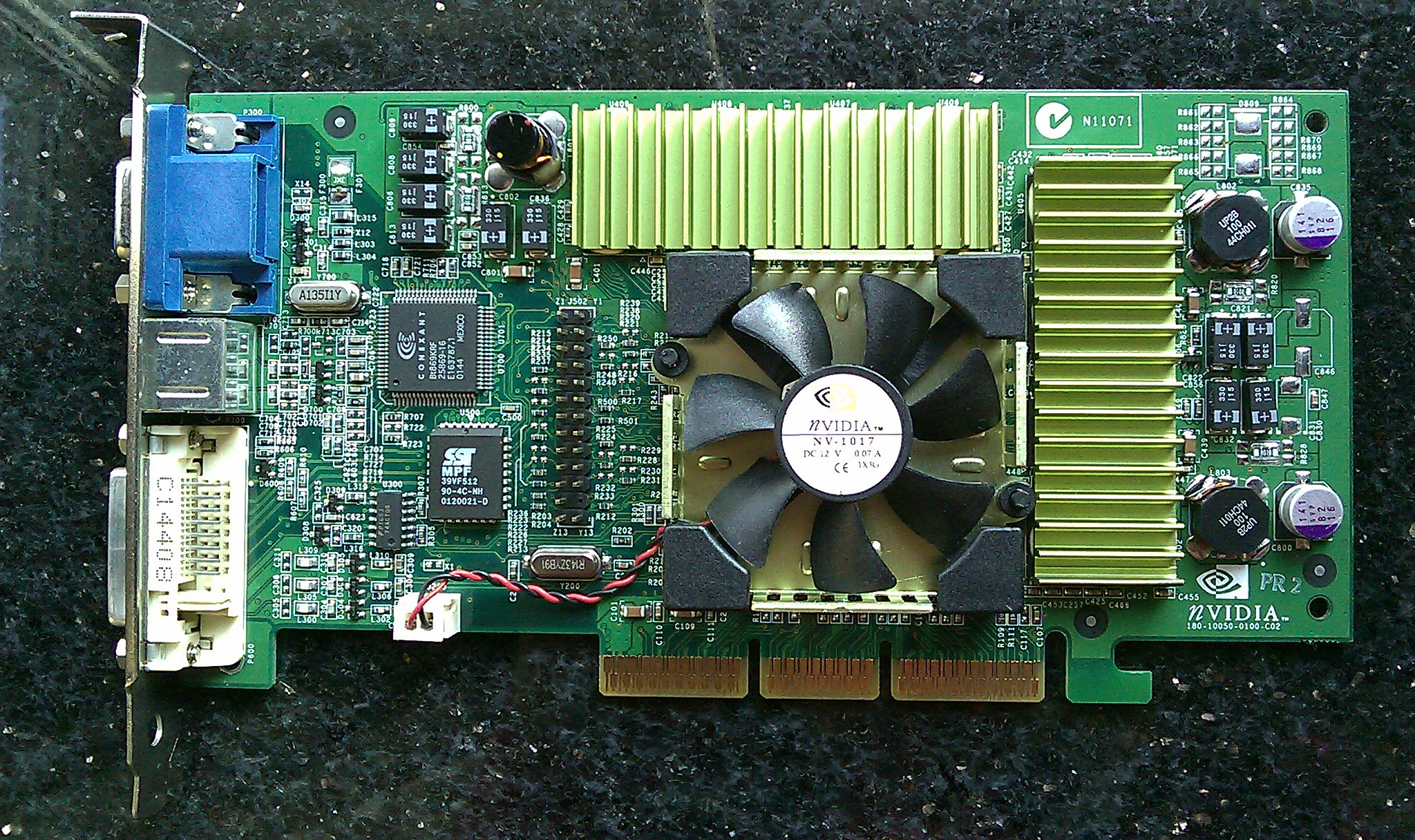
GeForce 3 Ti 500.

El procesador GeForce 3 fue lanzado prácticamente sin competencia real, ya que por parte de las compañías rivales no había un producto con características similares, siendo siempre un producto de gama alta del que nunca se desarrolló una versión económica. Asimismo, se trata del primer GPU programable con implementación nativa a la primera versión de DirectX 8. La consola Xbox presentó una implementación de este procesador para su soporte gráfico llamado NV2A, idéntico al GeForce 3 Ti500 pero con 2 unidades de proceso vertex paralelas en lugar de una.
| Fecha de lanzamiento   | febrero de 2001 |
| Versión DirectX        | 8.0             |
| Número de transistores | 57 millones     |

Características destacadas:
- Vertex Shader y Pixel Shader programables
- Optimización del bus de memoria (LightSpeed Memory Architecture)
- Incorporación de multisampling antialiasing

### GeForce 4
- GeForce4 MX 420 (64 MB SDR)

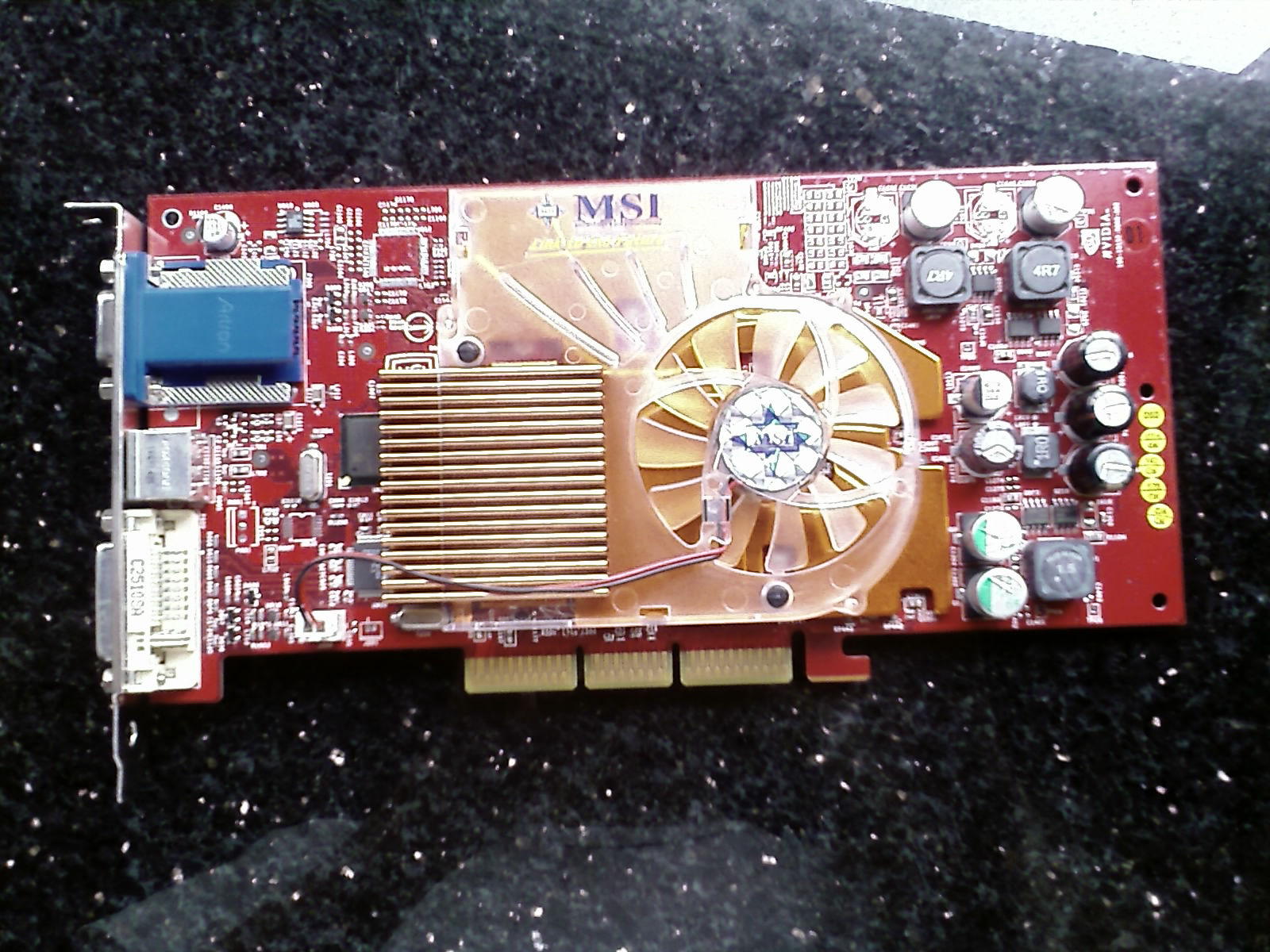
MSI GeForce 4 Ti 4800.

- GeForce4 MX 440SE (64 MB SDR/DDR)
- GeForce4 MX 440 8x (64/128 MB DDR)
- GeForce4 MX 460 (64 MB DDR)
- GeForce4 MX 4000 (64/128 MB DDR)
- GeForce PCX 4300 (128 MB DDR)
- GeForce4 Ti 4200 (64/128 MB DDR)
- GeForce4 Ti 4200 8x (128 MB DDR)
- GeForce4 Ti 4400 (128 MB DDR)
- GeForce4 Ti 4800 SE (128 MB DDR)
- GeForce4 Ti 4600 (128 MB DDR)
- GeForce4 Ti 4800 (128 MB DDR)

En la cuarta generación del procesador GeForce cabe distinguir entre la "auténtica" iteración, la familia GeForce 4 Ti de gama alta (alto rendimiento y desempeño) y la serie de bajo coste GeForce 4 MX (Lo único de GeForce 4 que tenía esta serie de placas era el nombre: eran nada más y nada menos que una GeForce 2 con algunos agregados como soporte AGP 8x, un controlador de memoria mejorado proveniente de la GeForce 4 real y un rudimentario procesador de vídeo, entre otros). 
La GeForce 4 Ti encontró rápidamente un hueco entre los usuarios de gráficos de alto rendimiento y fue extremadamente popular mientras que la serie MX, a pesar de su alargado éxito comercial, fue duramente criticada por la carencia de soporte PS/VS (al ser una GeForce 2 revitalizada) y por el uso abusivo del nombre comercial GeForce 4 que indujo a confusión a muchos usuarios. Se produjeron versiones para portátiles de la serie MX llamada GeForce 4 Go y una única adaptación que viera producción de la serie GeForce 4 Ti para portátiles, el GeForce 4200 Go.
| Fecha de lanzamiento   | febrero de 2002 |
| Versión DirectX        | 8.1             |
| Número de transistores | 63 millones     |

Características destacadas:
- 2 unidades Vertex Shader programables (estructura de pipeline 4x2)
- Pixel shader 1.3 (Por no soportar PS 1.4 no se considera una GPU compatible con DirectX 8.1)
- Nativa en slot AGP 4x de 1,5 V (versiones muy limitadas se manufacturaron en tipo PCI)
- Soporte de visualización dual (NView)
- Controlador mejorado de memoria hasta 650 MHz DDR (LightSpeed Memory Architecture 2)
- Primera generación en soportar el bus AGP 8x (últimas versiones)

### GeForce FX (5)
- GeForce FX 5200(128/256 MB DDR)

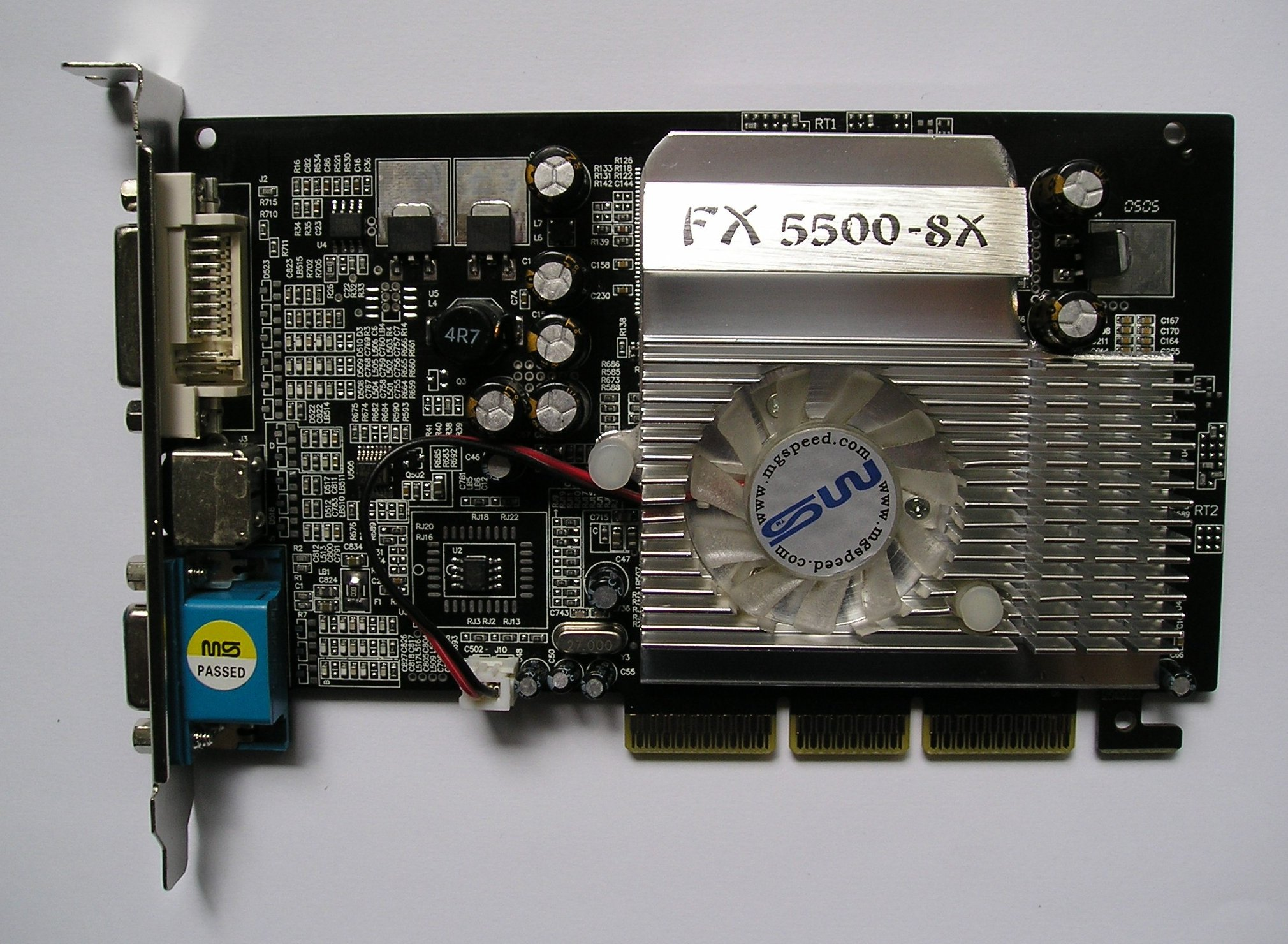
NVidia GeForceFX 5500.

- GeForce FX 5200 Ultra(256 MB DDR)
- GeForce PCX 5300(256 MB DDR)
- GeForce FX 5500(128/256  MB DDR)
- GeForce FX 5600 XT(128/256  MB DDR)
- GeForce FX 5600(64/128 MB DDR)
- GeForce FX 5600 Ultra(256 MB DDR)
- GeForce FX 5600 Ultra Rev.2(256 MB DDR)
- GeForce FX 5700 VE(128,256 MB DDR)
- GeForce FX 5700 LE(128,256 MB DDR)
- GeForce FX 5700(256 MB DDR)
- GeForce FX 5700 Ultra(256 MB DDR2)
- GeForce FX 5700 Ultra GDDR3(256  MB GDDR3)
- GeForce PCX 5750(256 MB GDDR3)
- GeForce FX 5800(256 MB DDR2)
- GeForce FX 5800 Ultra(256 MB DDR2)
- GeForce FX 5900 XT(256 MB DDR)
- GeForce FX 5900(128/256 MB DDR)
- GeForce FX 5900 Ultra(256 MB DDR)
- GeForce PCX 5900(256 MB DDR)
- GeForce FX 5950 Ultra(256 MB DDR)
- GeForce PCX 5950(256 MB DDR)

NVIDIA abandonó la tradicional nomenclatura de sus procesadores en favor del llamado motor FX, que decían iba a permitir a los usuarios de GeForce FX disfrutar de un avanzado motor de efectos y shaders programables. No obstante, desde las primeras muestras se comprobó que la gama alta de la serie FX rendía generalmente por debajo de su competidor la serie Radeon 9 de ATI en parte debido a fallos en los drivers y en parte a deficiencias en el diseño; y todo ello a pesar de haber salido al mercado seis meses más tarde.
En la gama baja, las GeForce FX5200 / FX5600 rendían generalmente por alto de sus competidoras Radeon y, lo mejor, el rendimiento por píxel de la GeForce FX5200 resultaba inferior al de la tarjeta que supuestamente iba a sustituir, la serie GeForce4 MX basada en DirectX 7 y sin soporte de Pixel Shaders. 
Posteriormente, la introducción de las FX5700 y su equivalente Ultra trataron de enfrentarse a la potente serie Radeon 9600 de ATI, obteniendo resultados dispares. Mientras el rendimiento por pipeline de las FX5700 era técnicamente superior a su contrapartida Radeon, arrastraban todos los defectos de la deficiente implementación del lenguaje de shaders 2.0 de Microsoft que presentaba la serie FX.
NVIDIA se adelantó al mercado desarrollando versiones de sus procesadores FX5200, FX5700 y FX5900 en el bus PCI-Express; para el que no existía entonces una gama de productos. Fueron respectivamente los modelos PCX5300, PCX5750 y PCX5900. 
Los importantes problemas de temperatura junto al enorme tamaño del microprocesador en sí impidieron a NVIDIA desarrollar una GPU para equipos portátiles basada en los procesadores más potentes de la serie FX, por lo que sólo existieron dos productos portátiles: GeForce FX5100 Go y FX5200 Go, ambos basados en el FX5200 de sobremesa.
| Año de lanzamiento     | enero de 2003       |
| Versión DirectX        | 9.0 / 9.0b          |
| Número de transistores | aprox. 125 millones |

Características destacadas:
- Primer procesador en usar memoria DDR 2 (posteriormente hasta GDDR 3)
- Soporte Vertex Shader 2.0+ y Pixel Shader 2.0+
- Codificador de TV integrado
- Implementación mejorada de compresión de texturas y técnicas-Z
- Hasta 16 texturas por píxel

### GeForce 6
- GeForce 6200(128/256  MB GDDR2)

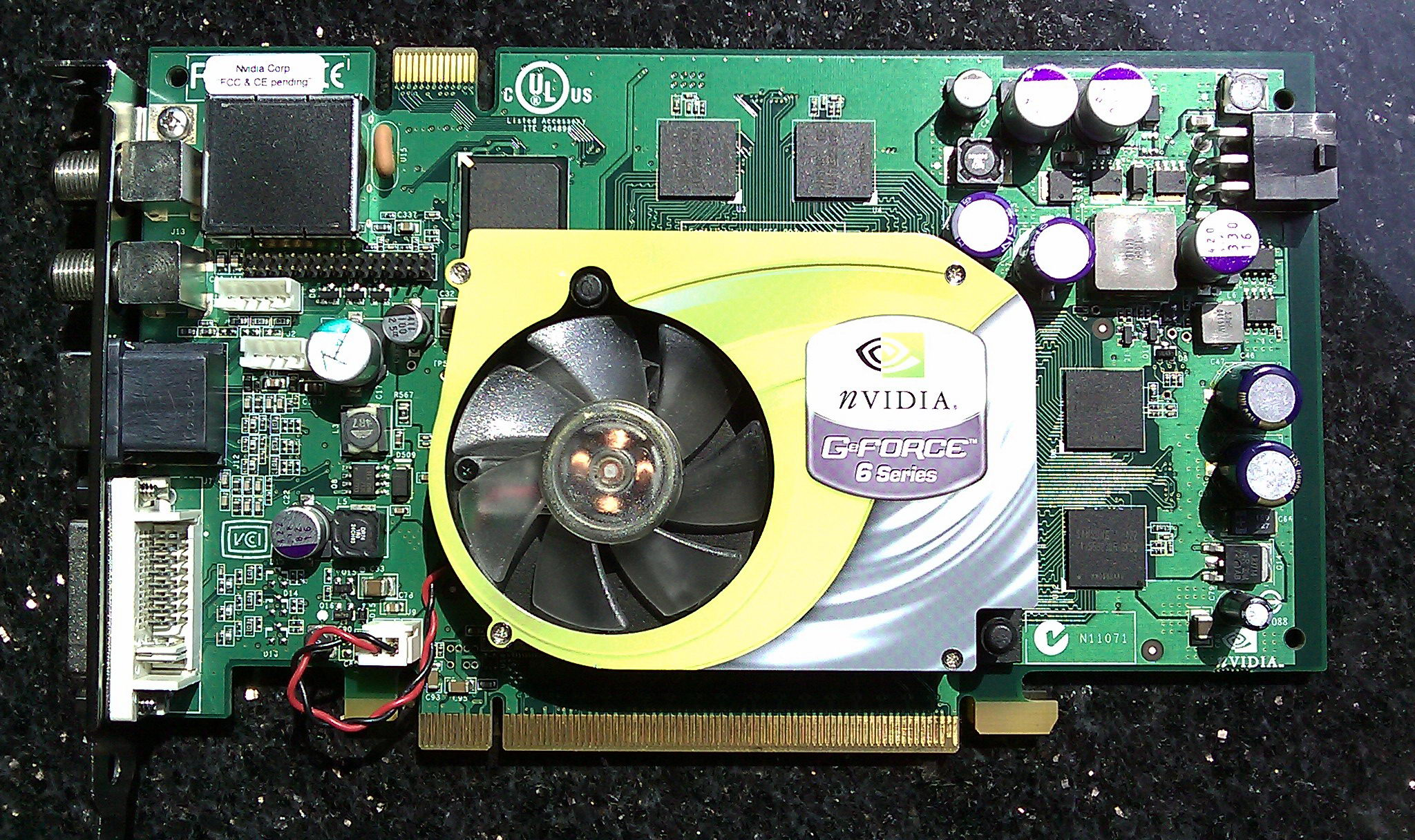
GeForce 6600 GT.

- GeForce 6200A(128  MB GDDR/256  MB GDDR2)
- GeForce 6200TC(16/32/64/128/256  MB GDDR2)
- GeForce 6200LE(128/256  MB GDDR2)
- GeForce 6200AGP(128/256/512  MB GDDR2)
- GeForce 6500(128/256  MB GDDR2)
- GeForce 6600LE(128/256  MB GDDR2)
- GeForce 6600(128/256/512  MB GDDR2)
- GeForce 6600DDR2(256/512  MB GDDR2)
- GeForce 6600GT(128/256  MB GDDR3)
- GeForce 6700XL(128  MB GDDR3)
- GeForce 6800LE(256  MB GDDR3)
- GeForce 6800XT(256  MB GDDR3)
- GeForce 6800(256  MB GDDR3)
- GeForce 6800GTO(256  MB GDDR3)
- GeForce 6800GS(256  MB GDDR3)
- GeForce 6800GT(256  MB GDDR3)
- GeForce 6800 Ultra(512  MB GDDR3)
- GeForce 6800 Ultra Extreme(256  MB GDDR3)

Recuperándose espectacularmente de los fallos técnicos de la gama FX, la sexta generación de procesadores GeForce mostraba un incremento efectivo del rendimiento de hasta el 65 % en aplicaciones DirectX (comparando el 6800 Ultra con el FX 5950 Ultra). El GeForce 6 y el Radeon X inicia, para muchos, otra "edad dorada" para el proceso de gráficos. A fecha de 2005, apenas un puñado de aplicaciones soportaban Pixel Shader o Vertex Shader de tercera generación.
Se produjeron tres familias de la sexta generación, la 6200, 6600 y la 6800. La sexta generación, coincidiendo con el auge de la industria de los equipos portátiles, es la que más modelos presenta para este sector. Existen el GeForce Go 6100, 6150, 6200, 6400, 6600 y el 6800. Este último representa el procesador gráfico para ordenadores portátiles más potente creado hasta 2005 se calcula que desempeña sobre el 70 % que su homónimo de escritorio.
Posteriormente, NVIDIA integró una GPU (la NV44, también conocida como GeForce 6200 TurboCache) en uno de sus chipsets. Estas GPU integradas se conocen como GeForce 6100 y 6150 las cuales tienen un rendimiento de 1200-1300 3DMarks03, indicador suficiente para darse una idea de su rendimiento.
Geforce 6 es la última generación que es soportada por los controladores de Nvidia para Windows 98/ME.
| Año de lanzamiento     | Mayo de 2004 |
| Versión DirectX        | 9.0c         |
| Número de transistores | 222 millones |

Características destacadas:
- Primer procesador en soportar Vertex Shader 3.0 y Pixel Shader 3.0
- Arquitectura de 16 vías paralelas (en modelos 6800 Ultra y GT)
- Introducción del soporte multiprocesador mediante SLI
- Mejoras sustanciales en los sombreadores programables
- Decodificación de vídeo por hardware (PureVideo (NVIDIA)).
- Mejoras en filtrado anisótropo (hasta 16x) y técnicas de suavizado de bordes (8x)
- Tratamiento de datos de 128 bits en vías.
- Desentrelazado de vídeo adaptativo
- Implementación en hardware de búferes FP16 capaces de hacer varias operaciones como combinación y filtrado. Estos búferes permitieron a NVIDIA implementar un nuevo tipo de iluminación denominado HDRL (iluminación de alto rango dinámico).

### GeForce 7

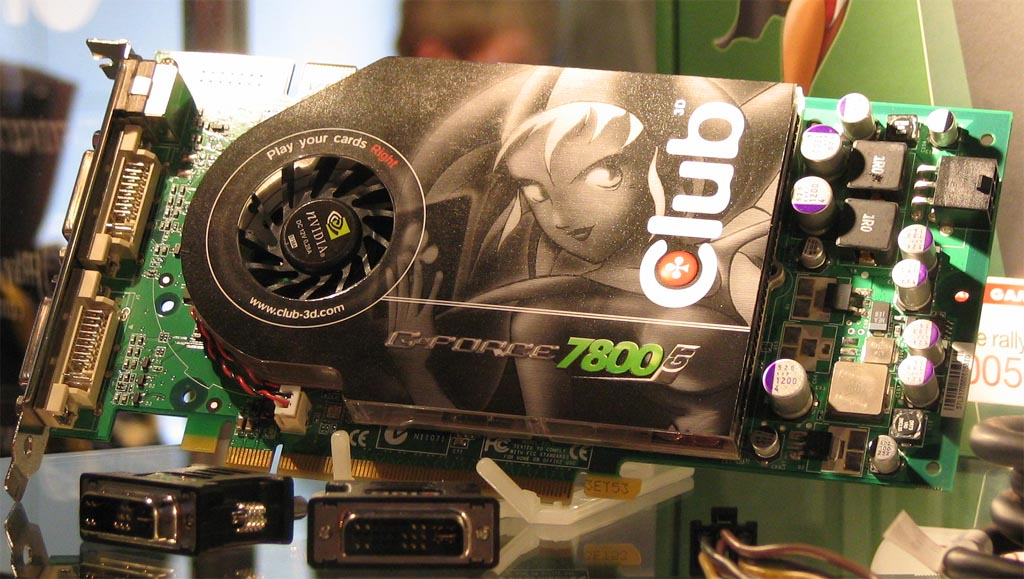
Tarjeta con el chip NVIDIA GeForce 7800 GT.

- GeForce 7100 GS(128/512  MB DDR2)
- GeForce 7200 GS(64/128/256/512  MB DDR2)
- GeForce 7300 SE(128/256/512  MB DDR)
- GeForce 7300 LE(128/256/512  MB DDR2)
- GeForce 7300 GS(128/256/512  MB DDR2)
- GeForce 7300 GT(256/512  MB DDR2/GDDR3)
- GeForce 7500 LE(256/512  MB DDR2)
- GeForce 7600 GS(256/512  MB DDR2/GDDR3)
- GeForce 7600 GT(256/512  MB DDR2/GDDR3)
- GeForce 7600 GT 80 nm(256/512  MB DDR2/GDDR3)
- GeForce 7650 GS(256  MB DDR2)
- GeForce 7800 GS(256  MB GDDR3)
- GeForce 7800 GT(256  MB GDDR3)
- GeForce 7800 GTX(256  MB GDDR3)
- GeForce 7800 GTX 512(512 MB GDDR3)
- GeForce 7900 GS(256  MB GDDR3)
- GeForce 7900 GT(256/512  MB GDDR3)
- GeForce 7900 GTO(512  MB GDDR3)
- GeForce 7900 GTX(512  MB GDDR3)
- GeForce 7950 GT(256/512  MB GDDR3)
- GeForce 7950 GX2(512 X 2  MB GDDR3)

Siguiendo un patrón parecido al observado en los momentos iniciales de la gama GeForce 4 Ti, NVIDIA decidió lanzar la séptima generación de su GPU GeForce aun cuando la anterior seguía considerándose de gama alta. La serie anterior de placas de alta gama basada en G70 (GeForce 7800 GTX) fue fabricada con un proceso de 110 nm. La serie que las reemplazó, basada en G71 (GeForce 7900 GTX) es fabricada con un proceso de 90 nm y a la vez reduciendo el número de transistores a aproximadamente 280 millones. 
Se ha considerado en comunidades de alto rango tecnológico que NVIDIA desarrollo esta nueva familia de GPUs como una GeForce 6 mejorada y optimizada para mejor rendimiento frente a los inminentes cambios de sistemas operativos y lenguajes de programación para juegos.
En esta serie también se agrega otra tarjeta: la 7950 GT para bus de AGP. Esto da un gran avance en tecnología para el puerto que ya se creía obsoleto. Al igual que en la versión PCI-E, la 7950 GT cuenta con la GPU G71 de última generación para el puerto AGP con un núcleo base a 550 MHz y memoria a 1300 MHz, lo que la convierte en la tarjeta más avanzada para AGP por parte de NVIDIA.
El poder de NVIDIA en cuestiones de mercado, quedó patente cuando Sony le pidió que desarrollara el chip gráfico para su consola PlayStation 3. El RSX, nombre de este chip para Sony, se basa en la arquitectura del G71(GeForce 7900 GTX) , aumentado de MHz, y desarrollando su potencial real, al ser un circuito cerrado.
| Año de lanzamiento     | junio de 2005                          |
| Versión DirectX        | 9.0c                                   |
| Número de transistores | 302 millones (G70), 281 millones (G71) |

Características destacadas:
- Nombre código del GPU : G70 (Se ve un cambio en el nombre código de la GPU -de NVxx a Gxx-)
- Arquitectura de 24 pistas de píxeles paralelas
- Arquitectura de 7 pistas de vértex paralelas
- Bus de Transferencia: PCI-Express y AGP 8x/4x
- Tecnologías CineFX e IntelliSample de cuarta generación
- Decodificación de vídeo H.264, MPEG-2 y WMV por hardware (PureVideo)
- Soporte de técnicas TSAA/TMAA (supermuestreo de transparencias/antiescalonamiento por multimuestreo)
- El rendimiento de una 7800 GTX supondría un incremento en torno al 25-35 % frente al modelo 6800 Ultra o incluso algo más en la medida en que escalamos resoluciones.

### GeForce 8
- GeForce 8300 GS (512  MB DDR2)

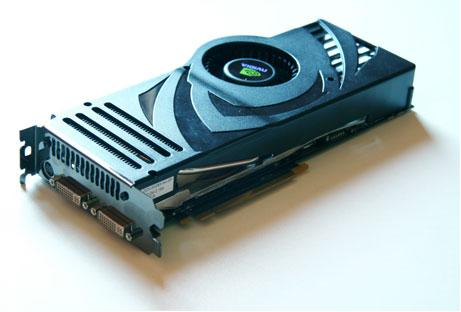
Tarjeta con el chip NVIDIA GeForce 8800 Ultra.

- GeForce 8400 GS (128/256/512/1024  MB DDR2/DDR3)
- GeForce 8400 GS Rev.2 (128/256/512  MB DDR2)
- GeForce 8500 GT (256/512/1024  MB DDR2)
- GeForce 8600 GS (256/512  MB DDR2)
- GeForce 8600 GT (256/512/1024  MB DDR2/GDDR3)
- GeForce 8600 GTS (256/512  MB GDDR3)
- GeForce 8800 GS (384/768  MB GDDR3)
- GeForce 8800 GTS (G80) (320/640  MB GDDR3)
- GeForce 8800 GTS 112 (G80) (640  MB GDDR3)
- GeForce 8800 GT (256/512/1024  MB GDDR3)
- GeForce 8800 GTS (G92) (512  MB GDDR3)
- GeForce 8800 GTX (768  MB GDDR3)
- GeForce 8800 Ultra (768  MB GDDR3)

Con su lanzamiento el 8 de noviembre de 2006, la generación de GeForce 8 (nombre en clave G80) fue la primera serie de GPUs en soportar plenamente Direct3D 10. Consiste en una arquitectura nueva, fabricada en 80nm. Una característica principal es la de tener su arquitectura de sombreadores totalmente unificada. Originalmente sólo la 8800GTX fue lanzada al mercado, tardando algo más el modelo 8800GTS y hasta casi los 6 meses para los modelos de rango medio/bajo (8300GS, 8400GS, 8500GT, 8600GS, 8600GT y 8600GTS).
A finales de ese mismo año 2007, se realizó una revisión del chip G80, que se denominó chip G92. Éste pasó a fabricarse de los 80nm a los 65nm en los modelos 8800GS, 8800GT y 8800GTS.
| Año de lanzamiento        | Noviembre de 2006 |
| Versión DirectX           | 10.0              |
| Número de transistores    | 681 millones      |
| Tecnología de fabricación | 80 nm / 65 nm     |

Características destacadas:
- Arquitectura unificada, completamente diferente a los diseños anteriores.
- Sustancial mejora en los algoritmos de AF y de AA, mejorando considerablemente la calidad de imagen comparada a los pobres resultados de las serie 6 y 7, poniéndose a la par de ATi y su familia Radeon HD 2000.
- Bus de 384 bits (con 768 MB de RAM) nunca usado hasta la fecha.
- El GPU trae un IHS para ser protegido de las instalaciones de HSFs, por ejemplo. La última vez que NVIDIA usó esto fue con el NV30.
- El tope de gama (8800 GTX y 8800 Ultra) requieren 2 conectores PCI-E de poder con 2 tomas de poder cada uno (4 tomas en total)
- PCB de 24 cm, el más largo jamás visto en una placa para consumo masivo (después de la 3dfx Voodoo 5 6000, que nunca se comercializó), causando problemas en varios equipos por su longitud.

### GeForce 9
- GeForce 9300 GS(256  MB DDR2)

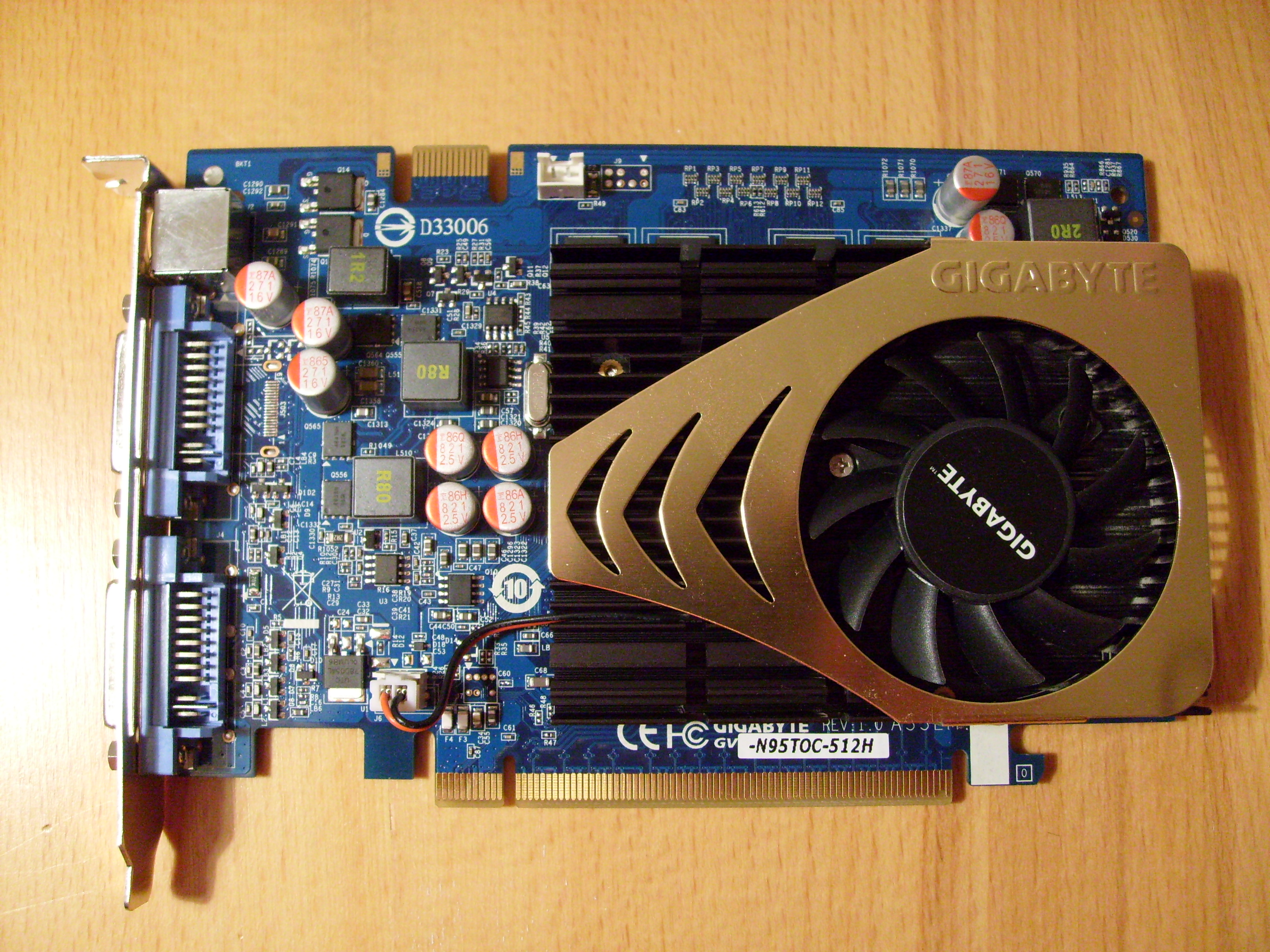
GeForce 9500 GT.

- GeForce 9400 GT(256/512/1024  MB DDR2 y GDDR3)
- GeForce 9500 GT(256/512/1024   MB DDR2 y GDDR3)
- GeForce 9600 GSO(384/768/1536  MB GDDR3 y GDDR2)
- GeForce 9600 GSO 512(512  MB GDDR3)
- GeForce 9600 GT Green Edition(512/1024  MB GDDR3)
- GeForce 9600 GT(512/1024  MB GDDR3)
- GeForce 9800 GT Green Edition(512/1024  MB GDDR3)
- GeForce 9800 GT(512/1024  MB GDDR3)
- GeForce 9800 GTX(512  MB GDDR3)
- GeForce 9800 GTX+(512/1024  MB GDDR3)
- GeForce 9800 GX2(512 x 2 MB GDDR3)

La generación GeForce 9 se lanzó al mercado en febrero de 2008 con el modelo 9600GT, apenas 4 meses después de que se lanzasen los nuevos modelos de la serie GeForce 8 con el chip G92. Esto es así porque la serie GeForce 9 está basada en ese mismo chip G92, de hecho, algunos modelos son un simple rebautizado de modelos GeForce 8 con algunas de sus características ligeramente cambiadas.
La serie se compone de prácticamente la misma gama de modelos que en su anterior generación, entre los que destacan la 9600GT o la 9800GTX. También habría que destacar el modelo 9800GX2 ya que utiliza una doble GPU y un doble bus de memoria de 256 bits (uno por cada GPU).
| Año de lanzamiento        | febrero de 2008 |
| Versión DirectX           | 10.0            |
| Número de transistores    | 754 millones    |
| Tecnología de fabricación | 65 nm           |

Características destacadas:
- Resoluciones de hasta 2.560 · 1.600
- Tecnología PureVideo® HD
- Tecnología HybridPower™
- Tecnología SLI® (SLI y 3-Way SLI)
- Compatibilidad con PCI-E 2.0
- Shader Model 4.0, y OpenGL 2.1
- Compatible con la plataforma CUDA[12]

### GeForce 100
- GeForce G100(512  MB DDR2)
- GeForce GT 120(512  MB DDR2)
- GeForce GT 130(1536  MB DDR2)
- GeForce GT 140(1024  MB GDDR3)
- GeForce GTS 150(1024  MB GDDR3)

La serie GeForce 100 se trata de una revisión (PCB y velocidades de reloj) de las tarjetas de gama media/baja de la serie GeForce 9 y destinada al mercado OEM. Por ejemplo, la GT 120 está basada en una 9500GT con una mejora del diseño térmico, mientras que la GT 130 está basada en la 9600GSO (que a su vez era un rebautizado de la 8800GS). A efectos reales, dicha revisión mejora poco el rendimiento de las tarjetas de esta serie, con respecto a las homólogas de la serie GeForce 9.
| Año de lanzamiento        | marzo de 2009         |
| Versión DirectX           | 10.0                  |
| Número de transistores    | De 210 a 754 millones |
| Tecnología de fabricación | 55 nm                 |

Características destacadas:
- Resoluciones de hasta 2.560×1.600 (digital) y 2.048×1.536 (analógico)
- Tecnología PureVideo® HD
- Tecnología HybridPower™
- Tecnología PhysX™ en modelos seleccionados
- Tecnología SLI® (SLI y 3-Way SLI)
- Compatibilidad con PCI-E 2.0
- Compatible con Shader Model 4.0 y OpenGL 2.1
- Compatible con la plataforma CUDA[12]

### GeForce 200
*Geforce GT 210*(512 MB GDDR3)

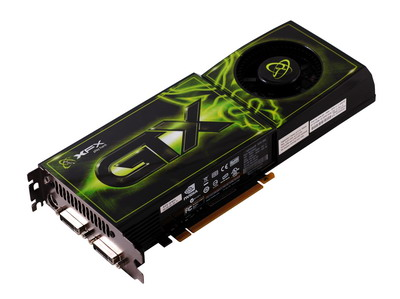
Tarjeta NVIDIA GeForce GTX260.

- GeForce GTX 260 192 SP(896  MB GDDR3)
- GeForce GTX 260 216 SP(896  MB GDDR3)
- GeForce GTX 280(1024  MB GDDR3)

Se trata de un chip basado en la misma arquitectura que las GeForce 8 y 9 pero con mejoras muy significativas. El chip pasa de tener 128 procesadores stream a tener 240 en la GTX 280 y 192 en la GTX 260. Más tarde se lanzó esta última con 216. Se mantiene el tipo de memoria GDDR 3: 1.792 y 896 MiB. Se trata de tarjetas de gran tamaño y potencia, con las cuales NVIDIA pretendería competir con las HD 4870 y HD 4870 X2 de ATi, mientras que para competir con la HD 4850 emplearía una versión mejorada de la GeForce 9800 GTX, la 9800 GTX+.
| Año de lanzamiento        | junio de 2008 |
| Versión DirectX           | 10.0          |
| Número de transistores    | 1400 millones |
| Tecnología de fabricación | 65 nm         |
| Arquitectura              | Tesla         |

Características destacadas:
- Resoluciones de hasta 2560×1600 (digital) y 2048×1536 (analógico)
- Tecnología PureVideo® HD
- Tecnología HybridPower™
- Tecnología SLI® (SLI y 3-Way SLI)
- Tecnología PhysX™ en modelos seleccionados
- Compatibilidad con PCI-E 2.0
- Compatible con Shader Model 4.0 y OpenGL 2.1
- Compatible con la plataforma CUDA[12]

#### Actualización
- GeForce 205 (512  MB DDR2)
- GeForce 210 (512/1024  MB DDR2/GDDR3)
- GeForce GT 220 (512/1024  MB DDR2/GDDR3)
- GeForce GT 230 v.1 (512/1024  MB GDDR3)
- GeForce GT 230 v.2 (1536  MB DDR2)
- GeForce GT 240 (512/1024 MB GDDR3/GDDR5)
- GeForce GTS 240 (1024  MB GDDR3)
- GeForce GTS 250 (512/1024  MB GDDR3)
- GeForce GTX 260, 216 núcleos (55 nm) (896  MB GDDR3)
- GeForce GTX 275 (896  MB GDDR3)
- GeForce GTX 285 (1024  MB GDDR3)
- GeForce GTX 295 (896 x 2  MB GDDR3)

Se trata de una actualización del chip GT200, fabricado con tecnología de 55 nm. En el modelo GTX 285 se mantienen los 240 procesadores stream del modelo GTX 280 pero aumenta la frecuencia del núcleo, de los procesadores de flujos y de la memoria, mientras que las características de la GTX 260 216 Cores son las mismas. Aparecen modelos nuevos como la GTX 275 y la GTX 295 que se basa en dos GPU GT200b con características híbridas entre las GTX 260 y 280 / 285. Cuenta con 1.792 MiB (896 MiB x2) GDDR 3 con bus de memoria de 896 bits (448 bits x2) pero aumentando los procesadores de flujo de 192 / 216 (según versión de GTX 260) a 240 por núcleo (los mismos que la GTX 280), configurando 480 en total. Esta es la respuesta definitiva de Nvidia a la HD 4870 X2 con 2 GiB GDDR 5 y 1.600 procesadores de flujo de ATi, superándola en casi todas las pruebas y obteniendo, por tanto, el 'primer puesto' de nuevo. Destacar también que el modelo GTS 250 no se basa en el chip GT200, si no en el chip G92 de la serie GeForce 9, siendo, más concretamente, un rebautizado del modelo 9800GTX+. 
| Año de lanzamiento        | enero de 2009 |
| Versión DirectX           | 10.0          |
| Número de transistores    | 1400 millones |
| Tecnología de fabricación | 55 nm         |

### GeForce 300
- GeForce G310 (512  MB DDR2)
- GeForce G315 (512  MB GDDR3)
- GeForce GT 320 (1024  MB GDDR3)
- GeForce GT 330 (1024/1536/2048 MB DDR2/GDDR3)
- GeForce GT 340 (512/1024  MB GDDR5)

La serie GeForce 300 es una serie de tarjetas disponibles sólo en el mercado OEM.
La primera tarjeta de esta serie fue la G310 que salió al mercado en noviembre de 2009, y que es un simple renombrado de la GeForce G210. Más tarde, en febrero de 2010, aparecen nuevos modelos, G315, GT 320, GT 330, GT 340. Esta última vuelve a ser un renombre de la GeForce GT 240 (comparten las mismas características), mientras que el resto son simplemente revisiones de sus tarjetas homólogas de la serie GeForce 200, ya que ninguna está basada en la nueva arquitectura Fermi.
| Año de lanzamiento        | Noviembre de 2009     |
| Versión DirectX           | 10.1                  |
| Número de transistores    | De 260 a 754 millones |
| Tecnología de fabricación | 40 nm                 |

Características destacadas:
- Resoluciones de hasta 2560 × 1600 (digital) y 2048 × 1536 (analógico)
- Tecnología PureVideo® HD
- Tecnología HybridPower™
- Tecnología PhysX™ en modelos seleccionados
- Compatibilidad con PCI-E 2.0
- Compatible con Shader Model 4.1 y OpenGL 3.2
- Compatible con la plataforma CUDA[12]

### GeForce 400

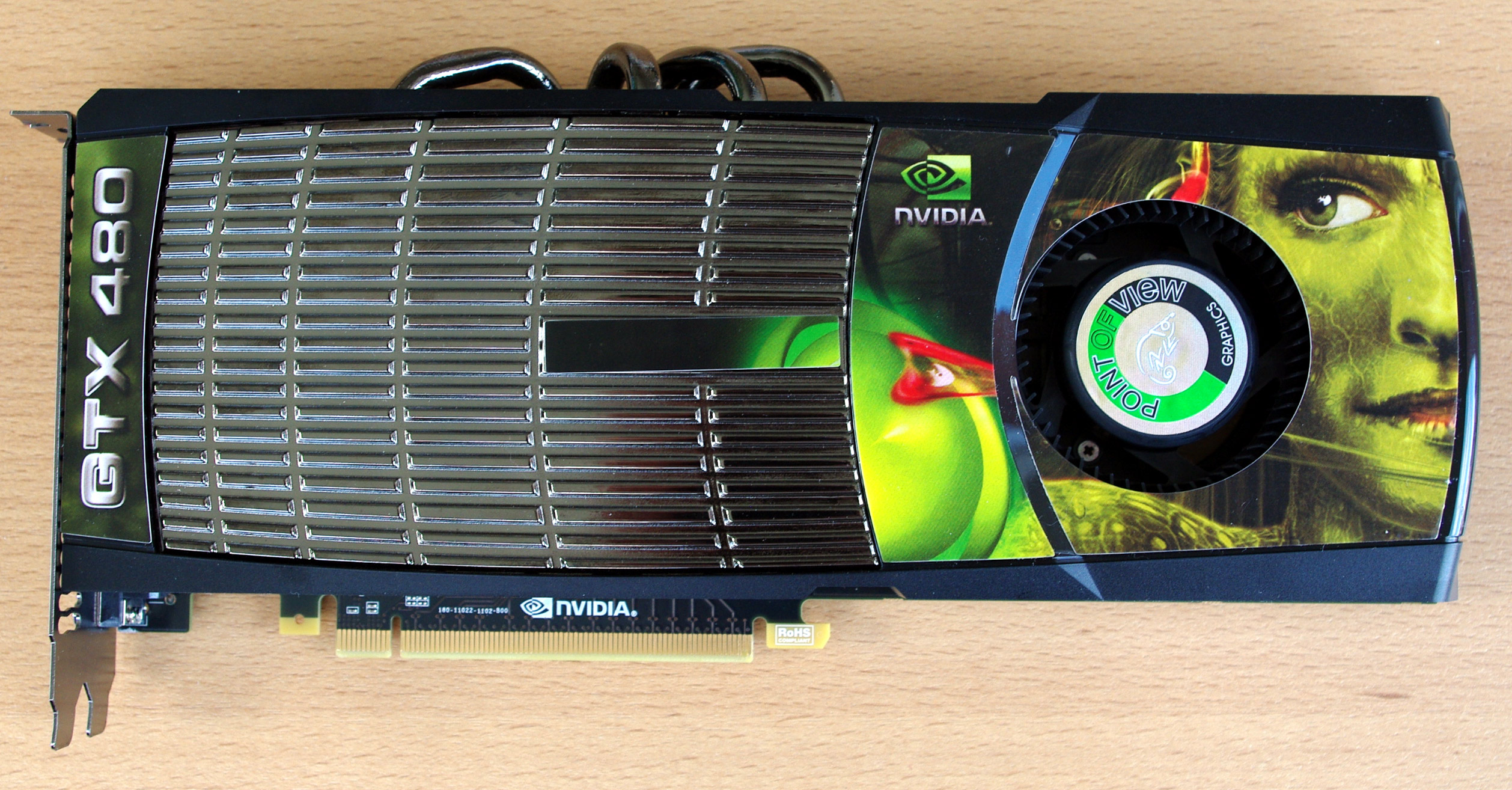
Tarjeta NVIDIA GeForce GTX480.

- GeForce 405 (OEM) (512/1024MB DDR3, 44.86 Gflops)
- GeForce GT 420 (2048 MB GDDR3, 134 Gflops)
- GeForce GT 430 (1024/2048 MB GDDR3, 269 Gflops)
- GeForce GT 440 (1024 MB GDDR3 y 512 MB GDDR5, ambas 311 Gflops)
- GeForce GTS 450 (1024 MB GDDR5, 601 Gflops)
- GeForce GTX 460 SE (1024 MB GDDR5, 749 Gflops )
- GeForce GTX 460 (768/1024 MB GDDR5, 907 Gflops)
- GeForce GTX 465 (1024 MB GDDR5, 855 Gflops)
- GeForce GTX 470 (1280 MB GDDR5, 1,09 Tflops)
- GeForce GTX 480 (1536 MB GDDR5, 1,35 Tflops)

Esta serie de tarjetas gráficas, con nombre clave Fermi, fue lanzada al mercado en marzo de 2010 tras varios retrasos, y supone un avance en el mercado de las GPUs. Una característica de esta serie es la de no dedicarse sólo al mercado de gráficos 3D sino también centrarse en la computación GPGPU. También es la primera generación de tarjetas Nvidia en soportar Direct3D 11 y OpenGL 4.0 .
| Año de lanzamiento        | marzo de 2010  |
| Versión DirectX           | 11.0           |
| Número de transistores    | 3.200 millones |
| Tecnología de fabricación | 40 nm          |
| Arquitectura              | Fermi          |

Características destacadas:
- Resoluciones de hasta 2560×1600 (digital) y 2048×1536 (analógico)
- NVIDIA SLI® Ready
- Tecnología PureVideo® HD
- Tecnología PhysX™
- GeForce 3D Vision Ready
- GeForce 3D Vision Surround Ready (Necesita dos o más tarjetas gráficas en configuración NVIDIA SLI, gafas 3D Vision y tres pantallas 3D Vision Ready iguales)
- Compatibilidad con PCI-E 2.0 x16
- Compatible con Shader Model 5.0 y OpenGL 4.0
- Compatible con la plataforma CUDA[12]

### GeForce 500

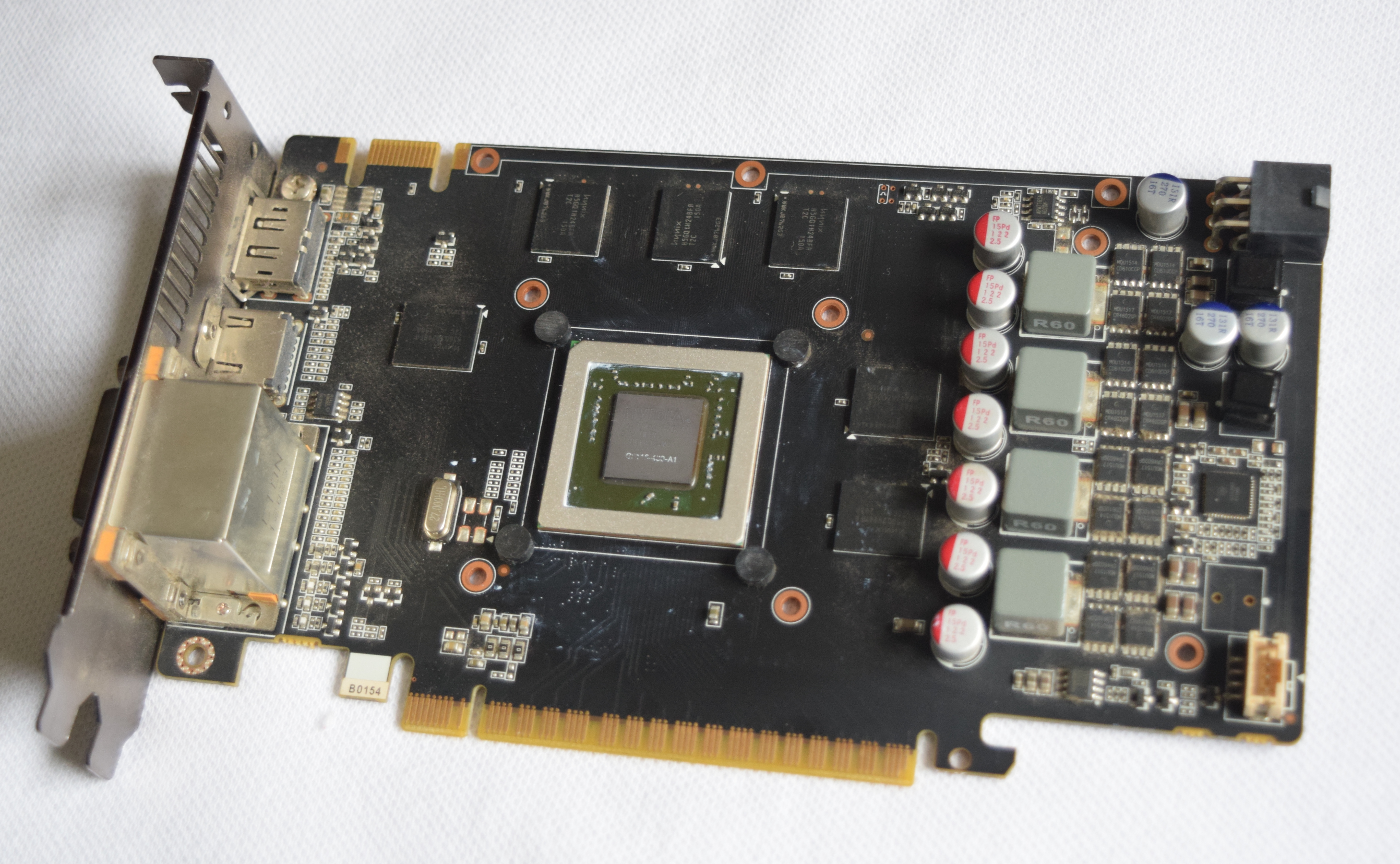
Una placa de video Zotac GTX-550 ti sin el disipador de calor.

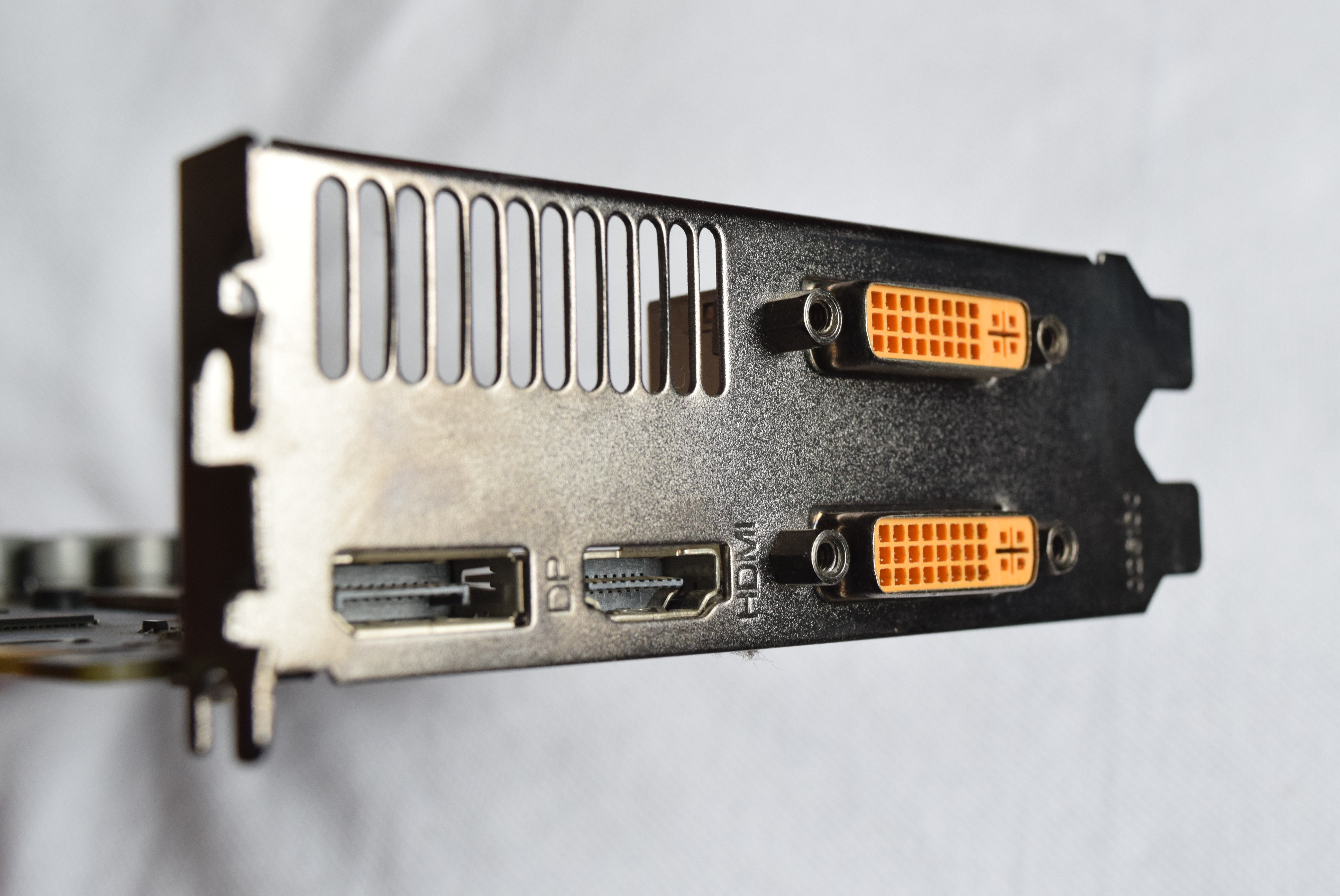
Salidas de la placa de video GTX-550 ti de la firma Zotac. De izquierda a derecha: DisplayPort, HDMI y dos salidas DVI.

- GeForce GT 510 (OEM) (1024/2048MB DDR3_14,4GB/s , 64 bits, 48 CUDA, 25W)
- GeForce GT 520 (1024/2048MB DDR3_14,4GB/s , 64 bits, 48 CUDA, 29W)
- GeForce GT 520 (OEM) (1024/2048MB DDR3_14,4GB/s , 64 bits, 48 CUDA, 29W)
- GeForce GT 530 (OEM) (1024/2048MB DDR3_28,8GB/s , 128 bits, 96 CUDA, 50W)
- GeForce GT 545 DDR3 (OEM) (1536/3072MB DDR3_43,0GB/s , 192 bits, 144 CUDA, 70W)
- GeForce GT 545 GDDR5 (OEM) (1024 GDDR5_64,0GB/s , 128 bits, 144 CUDA, 105W)
- GeForce GTX 550 Ti (1024 MB GDDR5)
- GeForce GTX 555 (OEM) (1024 GDDR5_91,9GB/s , 192 bits, 288 CUDA, 150W)
- GeForce GTX 560 (1024 MB GDDR5)
- GeForce GTX 560 (OEM) (1280/2560 GDDR5_128,2GB/s , 320 bits, 384 CUDA, 150W)
- GeForce GTX 560 Ti (1024MB GDDR5)
- GeForce GTX 560 Ti (OEM) (1280/2560 GDDR5_152,0GB/s , 320 bits, 352 CUDA, 210W)
- GeForce GTX 570 (1280 MB GDDR5)
- GeForce GTX 580 (1536 MB GDDR5)
- GeForce GTX 590 (1536 MB x2 GDDR5)

La serie Geforce 500 es una serie de tarjetas gráficas con significativas modificaciones de la serie GeForce 400  en términos de rendimiento y gestión de energía. Al igual que la Nvidia GeForce 400, las Nvidia Geforce 500 son compatibles con DirectX 11, OpenGL 4.1 y OpenCL 1.0. Fueron diseñados para competir con la serie AMD Radeon HD 6000 de tarjetas gráficas diseñadas por AMD (ATI) a mediados de 2010 y lanzado en octubre de 2010.
El renovado chip Fermi es más grande: incluye 512 procesadores stream, agrupados en 16 grupos de multiprocesadores corriente (cada uno con 32 núcleos CUDA), y es fabricado por TSMC en un proceso de 40 nm. El 24 de marzo de 2011 fue presentado el modelo de más alta gama, la tarjeta de doble GPU Geforce GTX 590 (512 x2 sombreadores, 48 x2 ROP y 2.49 TFLOPS de poder de cálculo).
| Año de lanzamiento        | Noviembre de 2010 |
| Versión DirectX           | 11.0              |
| Número de transistores    | 3000 millones     |
| Tecnología de fabricación | 65 nm / 40 nm     |

Características destacadas:
- Resoluciones de hasta 2560 × 1600 (digital) y 2048 × 1536 (analógico)
- NVIDIA SLI® Ready
- Tecnología PureVideo® HD
- Tecnología PhysX™
- GeForce 3D Vision Ready
- GeForce 3D Vision Surround Ready (Necesita dos o más tarjetas gráficas en configuración NVIDIA SLI, gafas 3D Vision y tres pantallas 3D Vision Ready iguales)
- Compatibilidad con PCI-E 2.0 x16
- Compatible con Shader Model 5.0, OpenGL 4.1 y OpenCL 1.0
- Compatible con la plataforma CUDA[12]

### GeForce 600

GTX 690

- GT 610 1GB EVGAGTX 690GeForce 605 OEM (GF119, 512 MB / 1024 MB DDR3, 64 bits, 48 núcleos CUDA, 25 W)

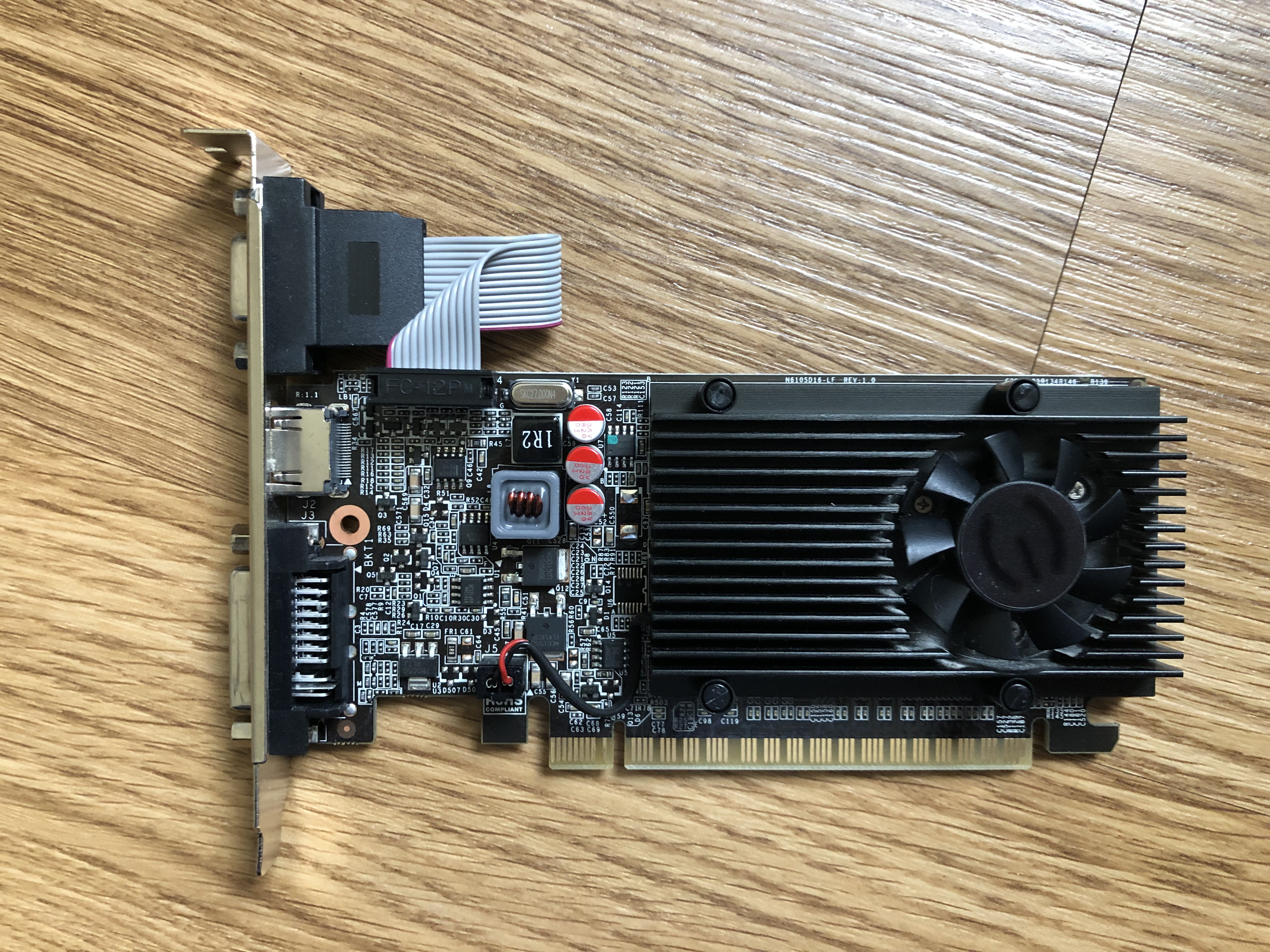
GT 610 1GB EVGA

- GeForce GT 610 (GF119, 1024 MB, 2048 MB DDR3, 64 bits, 48 CUDA, 29 W)
- GeForce GT 620 (GF108, 1024 MB DDR3, 64 bits, 96 CUDA, 49 W)
- GeForce GT 620 OEM (GF119, 512 MB o 1024 MB DDR3, 64 bits, 48 CUDA, 30 W)
- GeForce GT 630 (GF108, 1024 MB DDR3 / GDDR5, 3.2Gb/s, 128 bits, 96 CUDA, 65 W)
- GeForce GT 630 OEM (GK107, 1024 MB / 2048 MB DDR3, 128 bits, 192 CUDA, 50 W)
- GeForce GT 630 Rev. 2 (GK208, 2048 MB DDR3, 64 bits, 384 CUDA, 25 W)
- GeForce GT 640 (GK107, 2048 MB DDR3, 128 bits, 384 CUDA, 65 W)
- GeForce GT 640 OEM (GF116 / GK107, 1024 MB o 1536 MB o 2048 MB o 3072 MB de memoria DDR3 o GDDR5, 2500 MHz, 128/192  bits, 144 o 384 CUDA, 50 W o  75 W)
- GeForce GT 640 Rev. 2 (GK208, 1024 MB GDDR5, 5 Gb/s, 64 bits, 384 CUDA, 49 W)
- GeForce GT 645 OEM (GF114, 1024 MB GDDR5, 4.0 Gb/s, 128 bits, 576 CUDA, 130 W)
- GeForce GTX 650 (GK107, 1024 MB GDDR5, 5.0 Gb/s, 128 bits, 384 CUDA, 64 W)
- GeForce GTX 650 Ti (GK106, 1024 MB GDD5, 5.4 Gb/s, 128 bits, 768 CUDA, 110 W)
- GeForce GTX 650 Ti BOOST (GK106, 2048 MB GDDR5, 6.0 Gb/s, 192 bits, 768 CUDA, 134 W)
- GeForce GTX 660 (GK106, 2048MB GDDR5, 6.0 Gbps, 192 bits, 960 CUDA, 140W)
- GeForce GTX 660 OEM (GK104, 1536 MB / 3072 MB GDDR5, 5.8 Gb/s, 192 bits, 1152 CUDA, 130 W)
- GeForce GTX 660 Ti (GK104, 2048 MB GDDR5, 6.0 Gb/s, 192 bits, 1344 CUDA, 150 W)
- GeForce GTX 670 (GK104, 2048 MB GDDR5, 6.0 Gb/s, 256 bits, 1344 CUDA, 170 W)
- GeForce GTX 680 (GK104, 2048 MB GDDR5, 6.0 Gb/s, 256 bits, 1536 CUDA, 195 W)
- GeForce GTX 690 (2xGK104, 2 x 2048 MB (4096 MB) GDDR5, 6.0 Gb/s, 2 x 256 bits (512 bits), 3072 CUDA, 300 W)

Todas las especificaciones han sido extraídas de la página oficial de NVidia, a excepción del modelo del Chipset GK/GF.
La GeForce Serie 600 presenta la nueva arquitectura de Kepler, sustituyendo a la anterior arquitectura Fermi, aunque sólo en parte de esta serie dado al rebautizado de varios productos de la gama baja (hasta la última GT). Nvidia ha dado a la arquitectura el nombre de Kepler, en honor al matemático y astrónomo alemán Johannes Kepler.
Los GK104, GK106 y GK107, productos de la primera arquitectura Kepler, tienen un total de 3.540, 2.540 y 1.300 millones de transistores respectivamente, y están fabricados por TSMC en un proceso de 28nm. Son los primeros chips de Nvidia que soportan Direct3D 11.1, OpenCL 1.2 y PCI Express 3.0. Se identifican como gama alta, media y básica.
En las segundas revisiones lanzadas a principios del 2013, a causa de la introducción de modelos con el chip GK208, una 3ª variante en la gama básica de los originales Kepler (las otras 2 variantes GK117 y GK118 podrían estar reservadas para modelos de la serie 700), se ha conseguido mejorar aún más el consumo. También se fabricaron de gama alta y media, pero probablemente se dejarán para la siguiente arquitectura. Se cree que está fabricada en 20nm y de ahí, junto su reducción de transistores, su tan bajo consumo. Lo que ocurre es que se especulan rumores de 20nm en muchos sitios, ya que este proceso de fabricación se preserva para la serie 800, basada en Maxwell. Por lo tanto, la confirmación de los 20nm en las segundas revisiones no es del todo certera y, hasta que no haya una hoja de datos o un libro blanco oficial que lo indique, no podemos fiarnos.
| Año de lanzamiento        | marzo de 2012          |
| Versión DirectX           | 11.0 / 11.1            |
| Número de transistores    | De 585 a 3540 millones |
| Tecnología de fabricación | 28 o 40 nm             |
| Arquitectura              | Fermi-Kepler           |

Características destacadas:
- Resoluciones de hasta 2560 × 1600 (digital) y 2048 × 1536 (analógico)
- NVIDIA SLI® Ready
- Tecnología PureVideo® HD
- Tecnología PhysX™
- GeForce 3D Vision 2 Ready
- GeForce 3D Vision Surround Ready (hasta 4 monitores, con una sola tarjeta)
- Compatibilidad con PCI-E 3.0 x16
- Compatible con Shader Model 5.0, OpenGL 4.3 y OpenCL 1.2
- Compatible con la plataforma CUDA[12]
- Compatible con los modelos de suavizado FXAA y TXAA
- Compatible con el modelo de V-Sync NVIDIA Adaptive VSync.
- Compatible con GPU-Boost

### GeForce 700

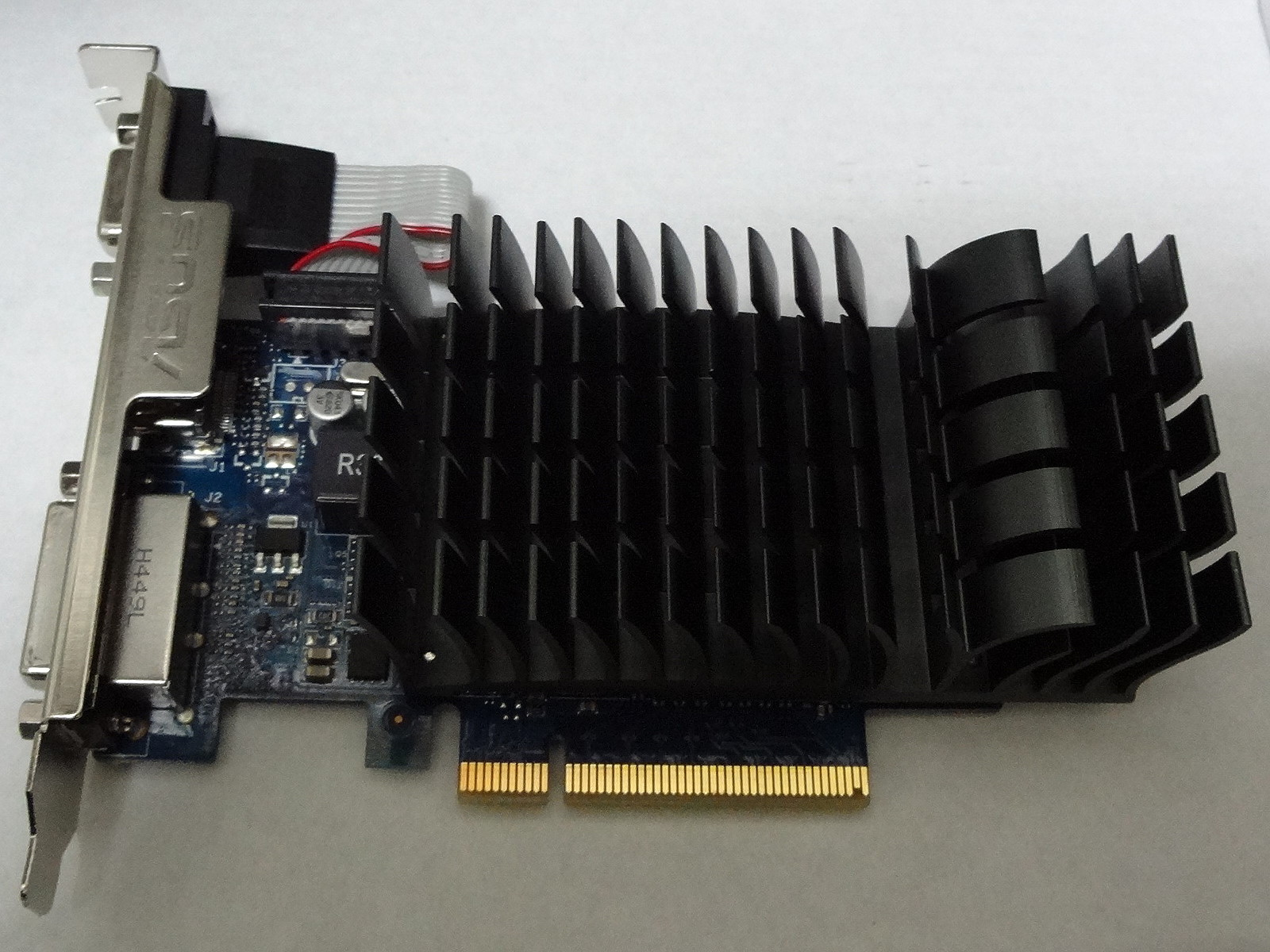
GT 730

- GT 730GeForce GT 705 (OEM) (1024 MB DDR3, 14.4 GB/s, 64 bits, 48 núcleos CUDA, 29 W)
- GeForce GT 710 (1024/2048 MB DDR3/GDDR5, 14.4 GB/s, 64 bits, 192 CUDA, 19 W)
- GeForce GT 720 (2048 MB DDR3, 14.4 GB/s, 64 bits, 192 CUDA, 23 W)
- GeForce GT 730 (1024/2048 MB DDR3/GDDR5, 14.0 GB/s, 64 bits, 192 CUDA, 35 W)
- GeForce GT 740 (2048 MB DDR3, 28.8 GB/s / 1024 MB GDDR5, 80,0 GB/s, 128 bits, 384 CUDA, 64 W)
- GeForce GTX 745 (OEM) (4096 MB DDR3, 28.8 GB/s, 128 bits, 384 CUDA, 55 W)
- GeForce GTX 750 (GM107, 1024 MB GDDR5, 80.0 GB/s, 128 bits, 512 CUDA, 55 W)
- GeForce GTX 750 Ti (GM107, 2048 MB GDDR5, 86.4 GB/s, 128 bits, 640 CUDA, 60 W)
- GeForce GTX 760 192b (OEM) (GK104, 1536 MB / 3072 MB GDDR5, 192.2 GB/s, 192 bits, 1152 CUDA, 130 W)
- GeForce GTX 760 (GK104, 2048 MB GDDR5, 192.2 GB/s, 256 bits, 1152 CUDA, 170 W)
- GeForce GTX 760 Ti (OEM) (GK104, 2048 MB GDDR5, 192.2 GB/s, 256 bits, 1344 CUDA, 170 W)
- GeForce GTX 770 (GK104, 2048 MB GDDR5, 224.3 GB/s, 256 bits, 1536 CUDA, 230 W)
- GeForce GTX 780 (GK110-300-A1, 3072 MB GDDR5, 288.4 GB/s, 384 bits, 2304 CUDA, 250 W)
- GeForce GTX 780 Ti (GK110-300-A1, 3072 MB GDDR5, 336 GB/s, 384 bits, 2880 CUDA, 250 W)
- GeForce GTX TITAN (GK110-400-A1, 6144 MB GDDR5, 288.4 GB/s, 384 bits, 2688 CUDA, 250 W)
- GeForce GTX TITAN BLACK (GK110-430-B1, 6144 MB GDDR5, 336.0 GB/s, 384 bit, 2880 CUDA, 250 W)
- GeForce GTX TITAN Z (x2 GK110-350-B1, x2 6144 (12288MB), x2 336.0 GB/s, x2 384 bit, x2 2880 CUDA, 375 W)

Serie iniciada con la tarjeta gráfica GTX TITAN. El GK110 es la versión inicial de esta serie, basado en la 2ª generación de Kepler. Cuenta con un chip basado en 7100 millones de transistores, el doble que su anterior GK104 de primera generación, y se diferencia de éste sobre todo en que soporta paralelismo dinámico e Hyper-Q (soporte de conexiones de múltiples CPU's por cada GPU, simultáneamente).
| Fecha de lanzamiento      | febrero de 2013         |
| Versión DirectX           | 11.0 / 11.1             |
| Número de transistores    | De 585 a 7 100 millones |
| Tecnología de fabricación | 28 nm                   |
| Arquitectura              | Maxwell-Kepler          |

Características destacadas:
- Resoluciones de hasta  4096 x 2160 4K (digital) y 2048 × 1536 (analógico)
- NVIDIA SLI® Ready
- Tecnología PureVideo® HD
- Tecnología PhysX™
- GeForce 3D Vision 2 Ready
- GeForce 3D Vision Surround Ready (hasta 4 monitores, con una sola tarjeta)
- Compatibilidad con PCI-E 3.0 x16
- Compatible con Shader Model 5.0, OpenGL 4.3 y OpenCL 1.2
- Compatible con la plataforma CUDA[12]
- Compatible con los modelos de antiescalonamiento FXAA y TXAA
- Compatible con el modelo de V-Sync NVIDIA Adaptive VSync.
- Compatible con GPU-Boost 2.0
- Compatible con la videoconsola portátil SHIELD de Nvidia

### GeForce 800
Nvidia decidió dar el salto directamente de la serie 700 a la 900 para tarjetas de equipos de sobremesa, por lo que esta numeración se utiliza para determinados modelos de equipos portátiles.

### GeForce 900

GTX 980 TI 6GB

- GeForce GTX 950 (GM206, 2048 MB GDDR5, 105,5 GB/s, 128 bits, 1024 núcleos CUDA, 90 W)
- GeForce GTX 960 (GM206, 2048 MB GDDR5, 112,2 GB/s, 128 bits, 1024 CUDA, 120 W)
- GeForce GTX 970 (GM204, 4196 MB GDDR5, 224,3 GB/s, 256 bits, 1664 CUDA, 145 W)
- GeForce GTX 980 (GM204, 4196 MB GDDR5, 224,3 GB/s, 256 bits, 2048 CUDA, 165 W)
- GeForce GTX 980 Ti (GM200, 6 GB GDDR5, 336,5 GB/s, 384 bits, 2816 CUDA, 250 W)
- GeForce GTX TITAN X (GM200, 12GB GDDR5, 336,6 GB/s, 384 bits, 3072 CUDA, 250 W)

Serie iniciada con los modelos de gama alta GTX 970 y 980 basados en el mismo chip en septiembre de 2014; más tarde Nvidia presentó su modelo de gama media GTX 960, a principios de 2015. Familia de tarjetas basada en la tecnología Maxwell de segunda generación. Esta hornada de tarjetas tiene el punto fuerte en la optimización de la energía, reduciendo notablemente el consumo respecto a modelos anteriores; además esta nueva serie es capaz de mejorar el rendimiento incluso recortando el ancho de banda de memoria debido a optimizaciones en su diseño de sombreadores interno y el añadido de caché de 2 MB de memoria.
| Fecha de lanzamiento      | Septiembre de 2014 |
| Versión DirectX           | 11.3 / 12.0        |
| Número de transistores    | 5 200 millones     |
| Tecnología de fabricación | 28 nm              |
| Arquitectura              | Maxwell            |

### GeForce 1000

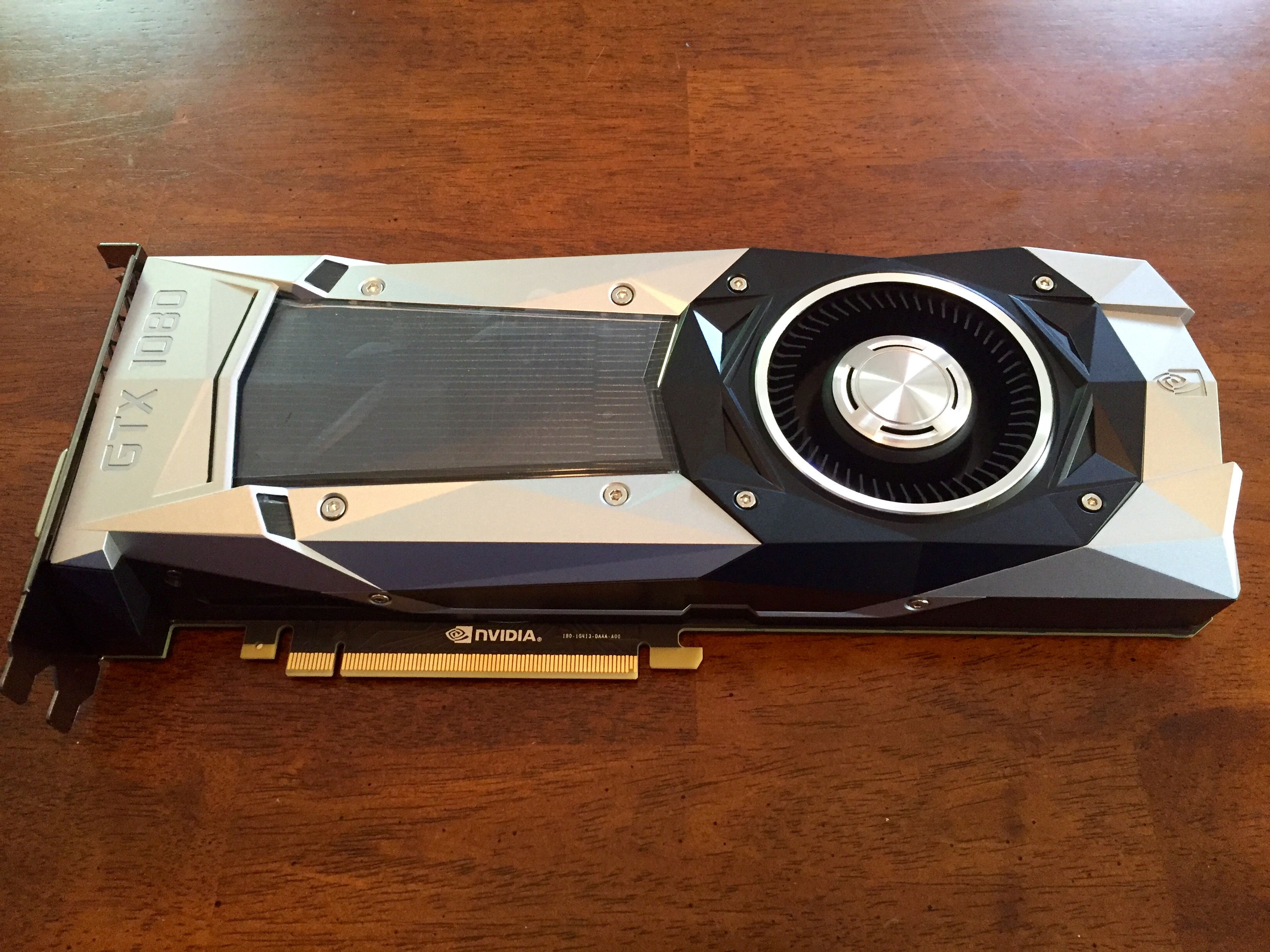
Tarjeta gráfica GTX 1080 Ti

- GeForce GT 1030 (GDDR4) (1151 MHz, 2048 MB DDR4, 16.8 GB/s, 20 W)
- GeForce GT 1030 (1227 MHz, 2048 MB GDDR5, 48 GB/s, 30 W)
- GeForce GTX 1050 (1354 MHz, 2048 MB GDDR5, 112 GB/s, 640 CUDA, 75 W)
- GeForce GTX 1050 Ti (1290 MHz, 4096 MB GDDR5, 112 GB/s, 768 CUDA, 75 W)
- GeForce GTX 1060 (3GB) (1506 MHz, 3072 MB GDDR5, 192 GB/s, 1152 CUDA, 120 W)
- GeForce GTX 1060 (6GB) (1506 MHz, 6144 MB GDDR5, 192 GB/s, 1280 CUDA, 120 W)
- GeForce GTX 1070 (1506 MHz, 8192 MB GDDR5, 224 GB/s, 1920 CUDA, 150 W)
- GeForce GTX 1070 Ti (1607 MHz, 8192 MB GDDR5, 256 GB/s, 2432 CUDA, 180 W)
- GeForce GTX 1080 (1607 MHz, 8192 MB GDDR5X, 320 GB/s, 2560 CUDA, 180 W)
- GeForce GTX 1080 Ti (1480 MHz, 11264 MB GDDR5X, 484 GB/s, 3584 CUDA, 250 W)
- GeForce GTX TITAN V (1200 MHz, 12288 MB HBM2, 651 GB/s, 5120 CUDA, 250W)

Familia de tarjetas basadas en la arquitectura Pascal, disponibles a partir del 27 de mayo de 2016 con la puesta a la venta de los modelos de gama alta GTX 1070 y GTX 1080.  Esta serie puede utilizar controladores de memoria GDDR5, GDDR5X y HBM2. Su proceso de integración de 16 nm FinFET corre a cargo de TSMC, aunque hay modelos también fabricados por Samsung a 14 nm. El precio de venta al público recomendado (PVPR) de la GTX 1080 en su presentación fue de 599 dólares, mientras que el de la GTX 1070 fue de 379 dólares. 
| Fecha de lanzamiento      | 27 de mayo de 2016               |
| Versión DirectX           | 12.1                             |
| Número de transistores    | 3300 a 7200 millones             |
| Tecnología de fabricación | 16 nm por TSMC 14 nm por Samsung |
| Arquitectura              | Pascal                           |

Características destacadas:
- Resoluciones de 4K escaladas a 1080p para una mejor definición de imagen (DSR)
- Nvidia VXGI (iluminación global de vóxeles en tiempo real)
- VR Direct (posibilidad de poder utilizar dispositivos como las gafas Rift de Oculus VR o las Vive de HTC)
- Muestreo de antiescalonamiento multifotograma (MFAA)
- HDMI 2.0
- Compatibilidad nativa con DirectX 12, nivel de características 0 y 1
- Compatibilidad nativa con Shader Pixel 5.0

### GeForce 1600

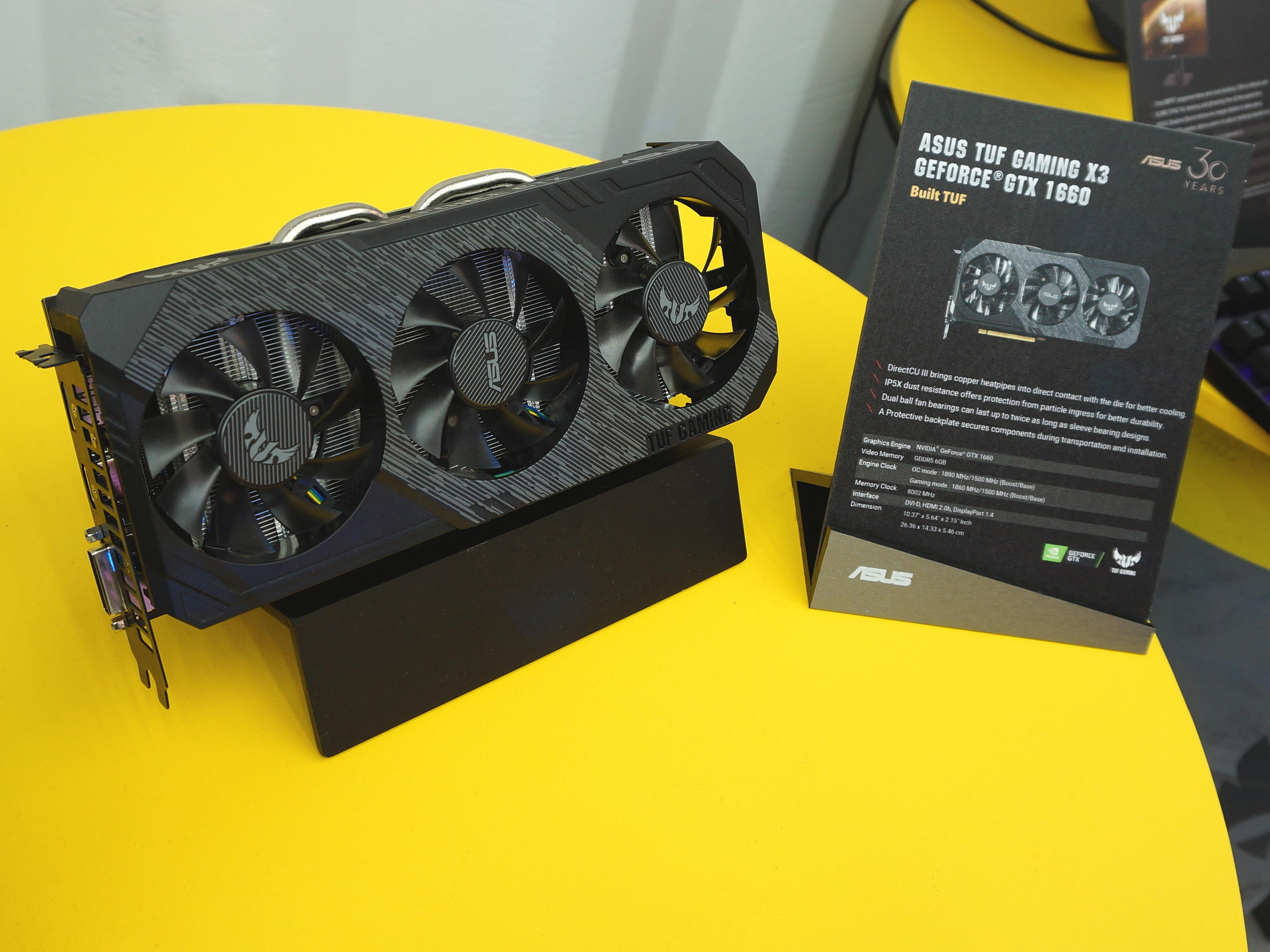
Tarjeta gráfica GTX 1660

- GeForce GTX 1630 (1740 MHz, 4096MB GDDR6, 96 GB/s, 512 CUDA, 75W)
- GeForce GTX 1650 (1485 MHz, 4096MB GDDR5, 128 GB/s, 896 CUDA, 75W)
- GeForce GTX 1650 Super (1530 MHz, 4096MB GDDR6, 192 GB/s, 1280 CUDA, 100W)
- GeForce GTX 1660 (1530MHz, 6144MB GDDR5, 192 GB/s, 1408 CUDA, 120W)
- GeForce GTX 1660 Super (1530 MHz, 6144MB GDDR6, 336 GB/s, 1408 CUDA, 125W)
- GeForce GTX 1660 Ti (1500MHz, 6144MB GDDR6, 288 GB/s, 1536 CUDA, 120W)

La serie GTX 16 se basa en la microarquitectura de Turing como la serie RTX 20, aunque siendo una gama de bajo costo, prescindiendo del trazado de rayos.
Las tarjetas de esta serie se fabrican a 12nm FinFET de TSMC.
Carecen de los núcleos de RT. 
| Fecha de lanzamiento      | 14 de marzo de 2019    |
| Versión DirectX           | 12.1                   |
| Número de transistores    | 4.700 a 6.600 millones |
| Tecnología de fabricación | 12 nm FinFET por TSMC  |
| Arquitectura              | Turing                 |

### GeForce 2000

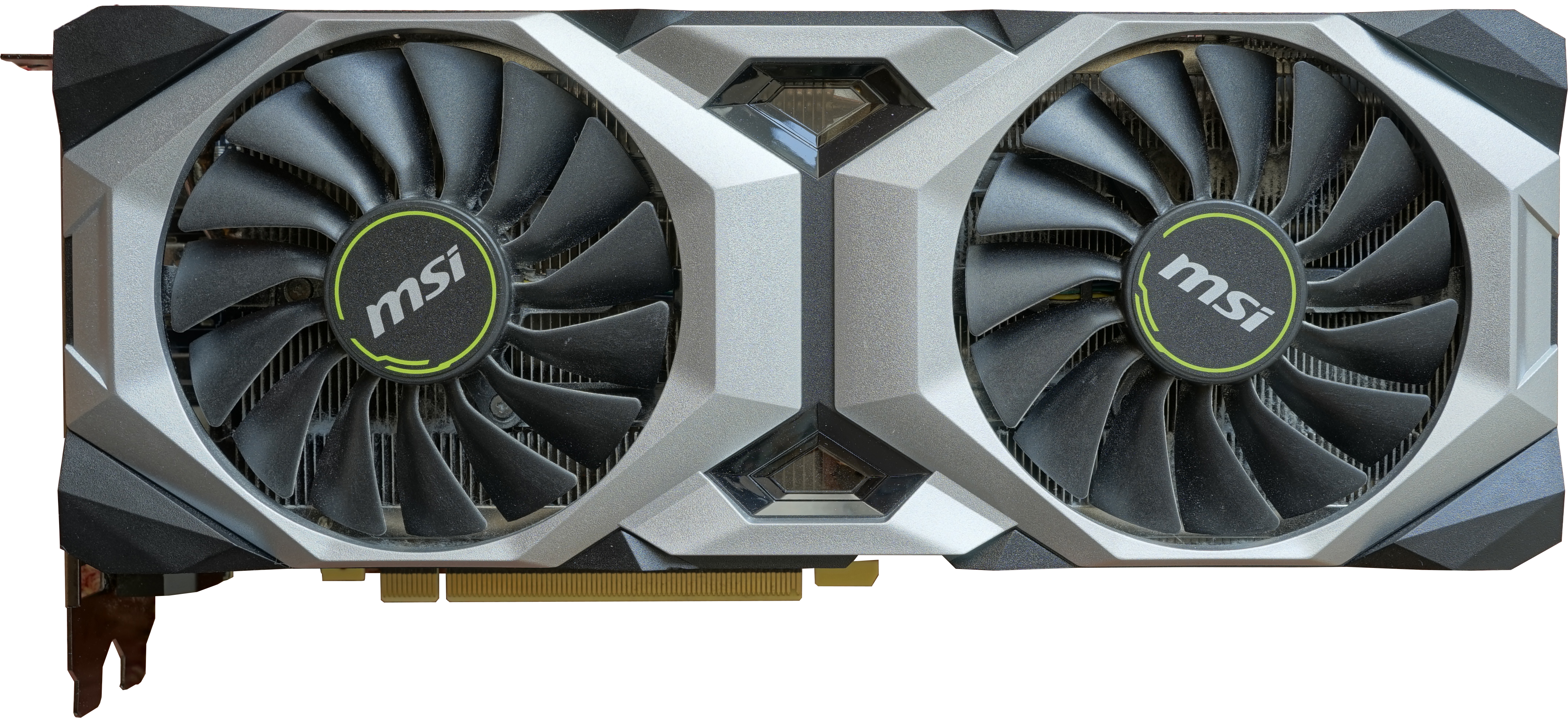
Tarjeta gráfica RTX 2080

- GeForce RTX 2060 (1365 MHz, 6144 MB GDDR6, 336 GB/s, 1920 CUDA, 160 W)
- GeForce RTX 2070 (1620 MHz, 8192 MB GDDR6, 448 GB/s, 2304 CUDA, 175 W)
- GeForce RTX 2080 (1710 MHz, 8192 MB GDDR6, 448 GB/s, 2944 CUDA, 215W)
- Geforce RTX 2080 TI (1545+ MHz, 11264 MB GDDR6, 616 GB/s, 4352 CUDA, 250 W)
- Geforce RTX Titan (1770 MHz, 24576 MB GDDR6, 672 GB/S, 4608 CUDA, 280 W)

La serie RTX 20 se basa en la microarquitectura de Turing y presenta el trazado de rayos en tiempo real. Las tarjetas se fabrican en un nodo optimizado de 16 nm en TSMC , llamado 12nm FinFET NVIDIA (FFN). Este trazado de rayos en tiempo real se acelera mediante el uso de nuevos núcleos de RT, que están diseñados para procesar quadtrees y jerarquías esféricas, y acelerar las pruebas de colisión con triángulos individuales.
| Fecha de lanzamiento      | 20 de septiembre de 2018 |
| Versión DirectX           | 12.1                     |
| Número de transistores    | 10.000 a 18.600 millones |
| Tecnología de fabricación | 12nm FinFET por TSMC     |
| Arquitectura              | Turing                   |

Características destacadas:
- Capacidad de cálculo de CUDA 7.5.
- Núcleos de trazado de rayos (RT): aceleración de la jerarquía del volumen delimitador.
- Núcleos de tensor (AI) - inteligencia artificial de red neuronal - operaciones de matriz grande.
- Nuevo controlador de memoria con soporte GDDR6.
- DisplayPort 1.4a con Display Stream Compression (DSC) 1.2.
- Codec NVENC mejorado.
- Decodificación de video por hardware PureVideo Feature Set J.
- GPU Boost 4.
- NVLink Bridge.
- VirtualLink VR.

### GeForce 3000

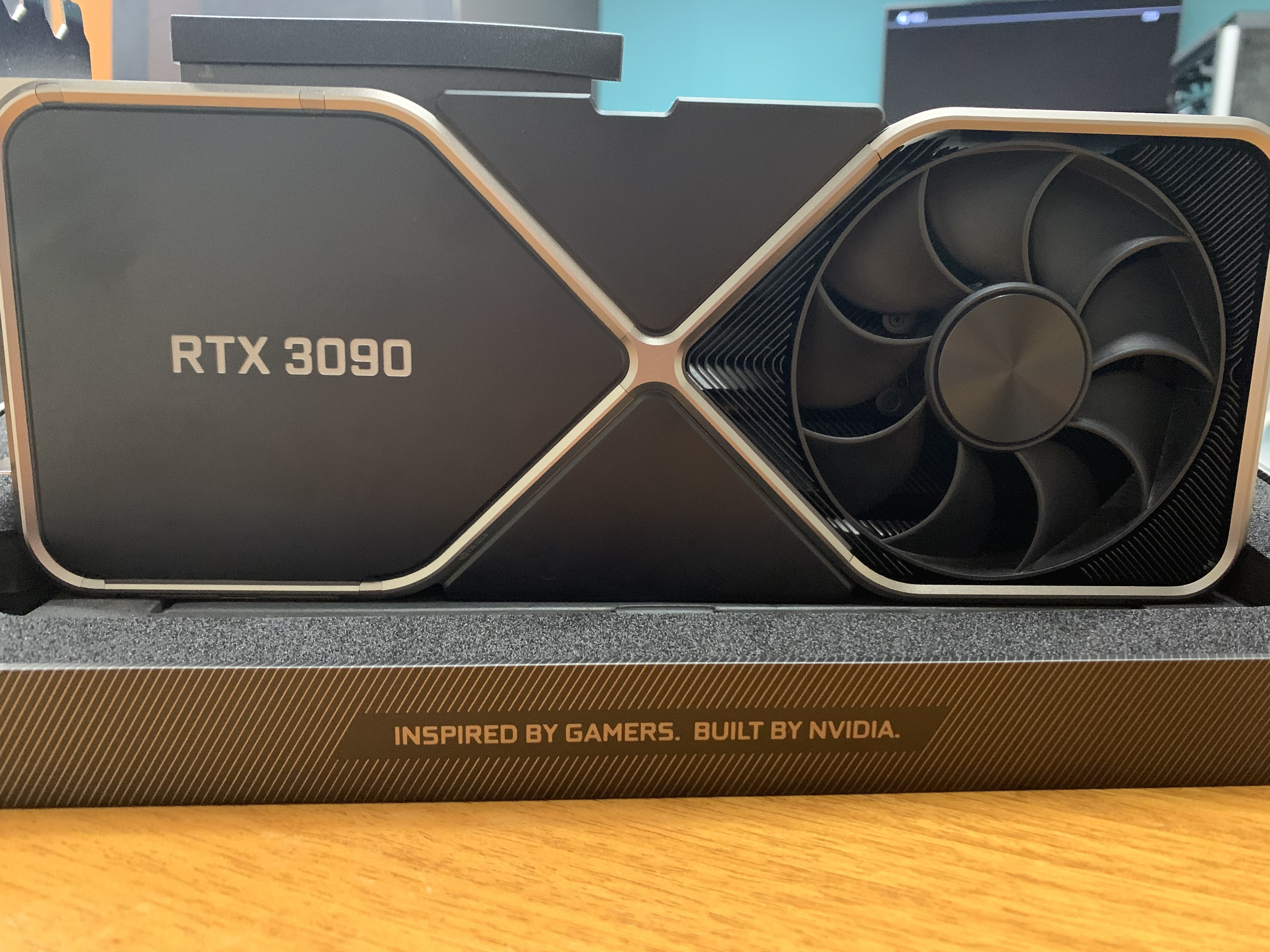
Tarjeta gráfica RTX 3090

- GeForce RTX 3050 (1780MHz, 8192MB GDDR6, 224 GB/s, 2560 CUDA, 130W)
- GeForce RTX 3060 (1320MHz, 12288MB GDDR6, 336 GB/s, 3584 CUDA, 170W)
- GeForce RTX 3060 TI (1410 MHz, 8192MB GDDR6, 448 GB/s, 4864 CUDA, 200W)
- GeForce RTX 3070 (1500MHz, 8192MB GDDR6, 448GB/s, 5888 CUDA, 220W)
- GeForce RTX 3070 TI (1575MHz, 8192MB GDDR6X, 608GB/s, 6144 CUDA, 220W)
- GeForce RTX 3080 (1440MHz, 10240MB GDDR6X, 760GB/s, 8704 CUDA, 320W)
- GeForce RTX 3080 TI (1365MHz, 12288MB GDDR6X, 912GB/s, 10240 CUDA, 350W)
- GeForce RTX 3090 (1695MHz, 24576MB GDDR6X, 936GB/s, 10496 CUDA, 350W)
- GeForce RTX 3090 TI (1860MHz, 24576MB GDDR6X, 1008GB/s, 10752 CUDA, 450W)

Las RTX 30 se basan en la microarquitectura Ampere, e incluyen su segunda generación de núcleos dedicados a trazado de rayos en tiempo real, y su tercera generación de «Tensor cores» dedicados a la ejecución de algoritmos de inteligencia artificial.
| Fecha de lanzamiento      | 17 de septiembre de 2020 |
| Versión DirectX           | 12.1                     |
| Número de transistores    | 13.300 a 28.300 millones |
| Tecnología de fabricación | 8nm por Samsung          |
| Arquitectura              | Ampere                   |

### GeForce 4000

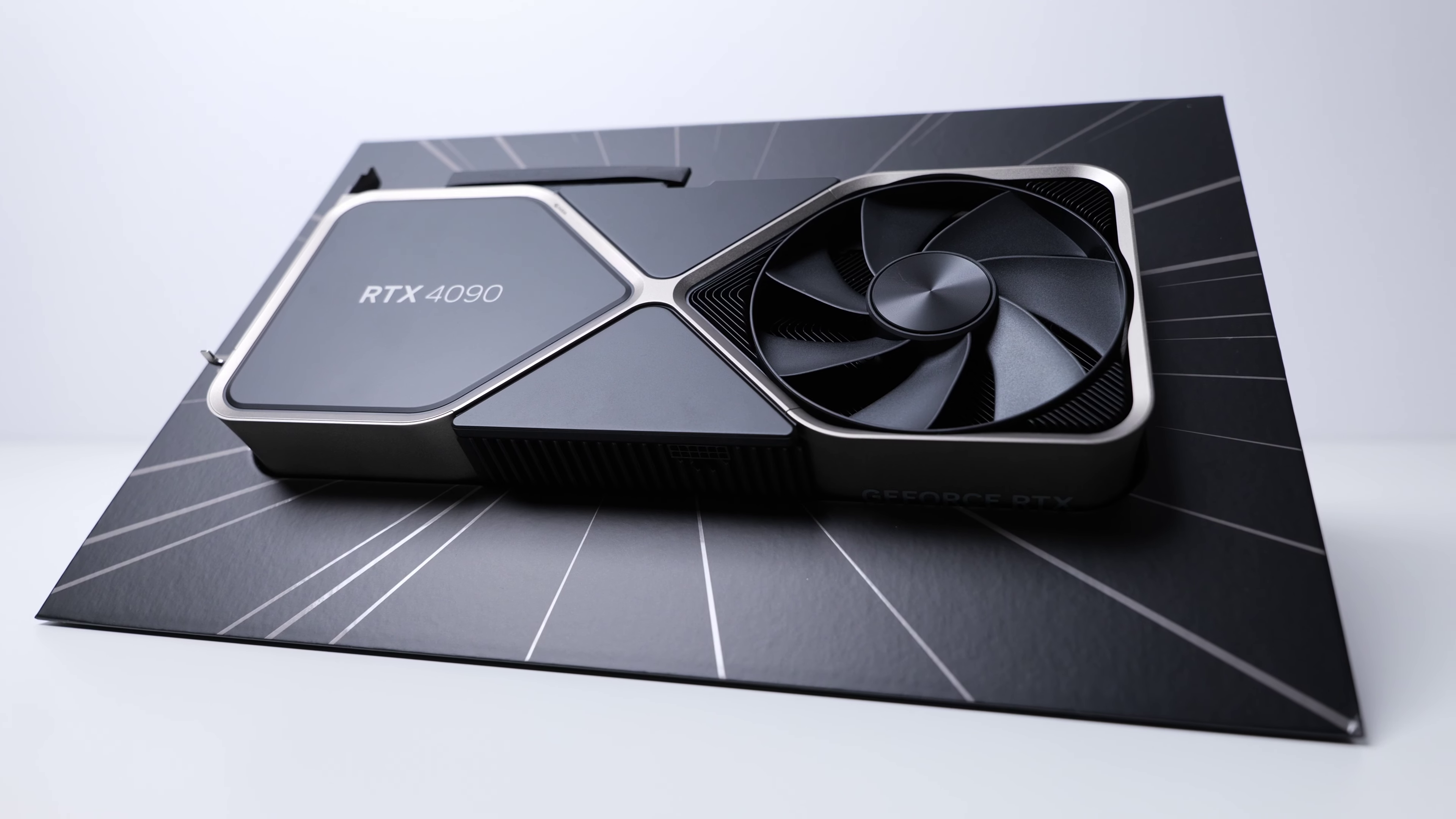
Tarjeta gráfica RTX 4090 Founders Edition

- GeForce RTX 4060  (2370MHz, 8192MB GDDR6, 256 GB/s, 3072 CUDA,115W)
- GeForce RTX 4060TI 8GB (2540MHz, 8192MB GDDR6, 288 GB/s, 4352 CUDA,160W)
- GeForce RTX 4060TI 16GB (2540MHz, 16384MB GDDR6, 288 GB/s, 4352 CUDA,165W)

- GeForce RTX 4070 (2480MHz, 12288MB GDDR6X, 504 GB/s, 5888 CUDA,200W)

- GeForce RTX 4070 TI (2610MHz, 12288MB GDDR6X,  504 GB/s, 7680 CUDA, 285W)
- GeForce RTX 4080 (2510MHz, 16384MB GDDR6X,  735 GB/s, 9728 CUDA, 320W)
- GeForce RTX 4090 (2520MHz, 24576MB GDDR6X, 1008 GB/s, 16384 CUDA, 450W)

Las RTX 40 se basan en la microarquitectura Ada Lovelace, e incluyen su tercera generación de núcleos dedicados a trazado de rayos en tiempo real, y su cuarta generación de «Tensor cores» dedicados a la ejecución de algoritmos de inteligencia artificial.
| Fecha de lanzamiento      | 12 de octubre de 2022    |
| Versión DirectX           | 12.1                     |
| Número de transistores    | 35.800 a 76.000 millones |
| Tecnología de fabricación | 4nm por TSMC             |
| Arquitectura              | Ada Lovelace             |

### GeForce 5000

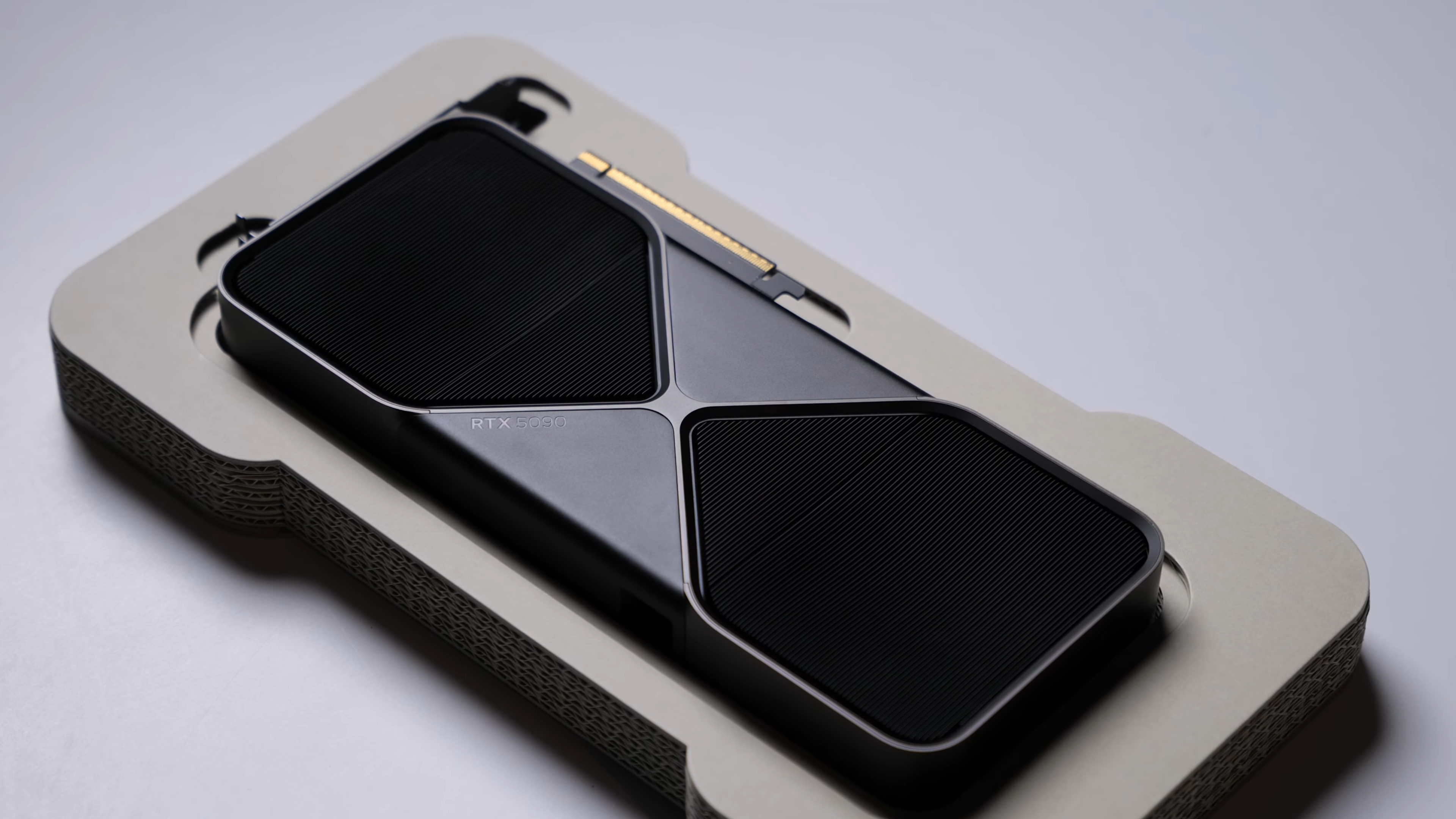
Tarjeta gráfica RTX 5090 Founders Edition

- GeForce RTX 5070  (2510MHz, 12288MB GDDR7, 672 GB/s, 6144 CUDA, 250W)
- GeForce RTX 5070TI  (2450MHz, 16384MB GDDR7, 896 GB/s, 8960 CUDA, 300W)
- GeForce RTX 5080 (2620MHz, 16384MB GDDR7,  960 GB/s, 10752 CUDA, 360W)
- GeForce RTX 5090 (2410MHz, 32768MB GDDR7, 1792 GB/s, 21760 CUDA, 575W)

Las RTX 50 se basan en la microarquitectura Blackwell, e incluyen su cuarta generación de núcleos dedicados a trazado de rayos en tiempo real, y su quinta generación de «Tensor cores» dedicados a la ejecución de algoritmos de inteligencia artificial.
| Fecha de lanzamiento      | 30 de enero de 2025      |
| Versión DirectX           | 12.2                     |
| Número de transistores    | 31.100 a 92.200 millones |
| Tecnología de fabricación | 4nm por TSMC             |
| Arquitectura              | Blackwell                |

## Nomenclatura
Desde la serie GeForce 4 hasta la serie GeForce 9, se utiliza el esquema de nomenclatura a continuación.
| Categoría de tarjeta gráfica | rango de Número | Sufijo                                                                                 | rango de precio (USD) | cantidad de Sombreador | Memory      | Memory         | Memory  | ejemplos                          |
| Categoría de tarjeta gráfica | rango de Número | Sufijo                                                                                 | rango de precio (USD) | cantidad de Sombreador | Tipo        | Ancho de banda | tamaño  | ejemplos                          |
| ---------------------------- | --------------- | -------------------------------------------------------------------------------------- | --------------------- | ---------------------- | ----------- | -------------- | ------- | --------------------------------- |
| gama de entrada              | 000–550         | SE, LE, no suffix, GS, GT, Ultra                                                       | < $100                | < 25%                  | DDR, DDR2   | 25–50%         | ~25%    | GeForce 9400 GT, GeForce 9500 GT  |
| gama media                   | 600–750         | VE, LE, XT, no suffix, GS, GSO, GT, GTS, Ultra                                         | $100–175              | 25–50%                 | DDR2, GDDR3 | 50–75%         | 50–75%  | GeForce 9600 GT, GeForce 9600 GSO |
| Tope de gama                 | 800–950         | VE, LE, ZT, XT, no suffix, GS, GSO, GT, GTO, GTS, GTX, GTX+, Ultra, Ultra Extreme, GX2 | > $175                | 50–100%                | GDDR3       | 75–100%        | 50–100% | GeForce 9800 GT, GeForce 9800 GTX |

Desde el lanzamiento de la serie GeForce 100 de GPU, Nvidia cambió su esquema de nombres de productos a la siguiente.
| Categoría de tarjeta gráfica | Sufijo                                  | Number range (last 2 digits) | rango de precio (USD) | cantidad de Sombreador | Memoria                               | Memoria        | Memoria | ejemplo                                                   |
| Categoría de tarjeta gráfica | Sufijo                                  | Number range (last 2 digits) | rango de precio (USD) | cantidad de Sombreador | Tipo                                  | Ancho de banda | tamaño  | ejemplo                                                   |
| ---------------------------- | --------------------------------------- | ---------------------------- | --------------------- | ---------------------- | ------------------------------------- | -------------- | ------- | --------------------------------------------------------- |
| gama de entrada              | sin prefijo, G, GT, GTX                 | 00–45                        | < $100                | < 25%                  | DDR2, DDR3, GDDR3, DDR4, GDDR5, GDDR6 | 25–50%         | ~25%    | GeForce GT 420, GeForce GT 1010, GeForce GTX 1630         |
| gama media                   | GTS, GTX, RTX                           | 50–65                        | $100–300              | 25–50%                 | GDDR3, GDDR5, GDDR5X, GDDR6           | 50–75%         | 50–100% | GeForce GTS 450, GeForce GTX 960, GeForce RTX 3050        |
| Tope de gama                 | GTX, RTX, TIAN, GTXti, RTXti, RTX super | 70–95                        | > $300                | 50–100%                | GDDR3, GDDR5, GDDR5X, GDDR6, GDDR6X   | 75–100%        | 75–100% | GeForce GTX 295, GeForce GTX 1070 Ti, GeForce RTX 2080 Ti |

1. ↑  Los sufijos indican su capa de rendimiento, y los enumerados están en orden de más débil a lo más poderoso. Los sufijos de categorías menores aún se pueden usar en tarjetas de mayor rendimiento, ejemplo: GeForce 8800 GT.
2. 1 2  El rango de precios solo se aplica a la generación más reciente y es una generalización basada en patrones de precios.
3. 1 2  La cantidad de sombreador compara el número de canales o unidades de sombreadores en ese rango de modelo particular con el modelo más alto posible en la generación.

- Earlier cards such as the GeForce4 follow a similar pattern.
- cf. Nvidia's Performance Graph here.